# Kanada a 2018. évi téli olimpiai játékokon
Kanada a dél-koreai Phjongcshangban megrendezett 2018. évi téli olimpiai játékok egyik részt vevő nemzete volt. Az országot az olimpián 14 sportágban 225 sportoló képviselte, akik összesen 29 érmet szereztek.

## Érmesek
| Érem  | Versenyző | Sportág                    | Versenyszám        |
| ----- | --- | -------------------------- | ------------------ |
| Arany | Justin Kripps Alexander Kopacz | Bob                        | Férfi kettes       |
| Arany | Kaitlyn Lawes John Morris | Curling                    | Vegyes páros       |
| Arany | Ted-Jan Bloemen | Gyorskorcsolya             | Férfi 10 000 m     |
| Arany | Tessa Virtue Scott Moir | Műkorcsolya                | Jégtánc            |
| Arany | Patrick Chan Kaetlyn Osmond Gabrielle Daleman Meagan Duhamel Eric Radford Tessa Virtue Scott Moir | Műkorcsolya                | Csapatverseny      |
| Arany | Samuel Girard | Rövidpályás gyorskorcsolya | Férfi 1000 m       |
| Arany | Mikaël Kingsbury | Síakrobatika               | Férfi mogul        |
| Arany | Cassie Sharpe | Síakrobatika               | Női félcső         |
| Arany | Brady Leman | Síakrobatika               | Férfi síkrossz     |
| Arany | Kelsey Serwa | Síakrobatika               | Női síkrossz       |
| Arany | Sébastien Toutant | Snowboard                  | Férfi big air      |
| Ezüst | Ted-Jan Bloemen | Gyorskorcsolya             | Férfi 5000 m       |
| Ezüst | Nemzeti válogatott Meghan Agosta Bailey Bram Emily Clark Mélodie Daoust Ann-Renée Desbiens Renata Fast Laura Fortino Haley Irwin Brianne Jenner Rebecca Johnston Geneviève Lacasse Brigette Lacquette Jocelyne Larocque Meaghan Mikkelson Sarah Nurse Marie-Philip Poulin Lauriane Rougeau Jillian Saulnier Natalie Spooner Laura Stacey Shannon Szabados Blayre Turnbull Jenn Wakefield | Jégkorong                  | Női                |
| Ezüst | Kim Boutin | Rövidpályás gyorskorcsolya | Női 1000 m         |
| Ezüst | Justine Dufour-Lapointe | Síakrobatika               | Női mogul          |
| Ezüst | Brittany Phelan | Síakrobatika               | Női síkrossz       |
| Ezüst | Maxence Parrot | Snowboard                  | Férfi slopestyle   |
| Ezüst | Laurie Blouin | Snowboard                  | Női slopestyle     |
| Ezüst | Alex Gough Samuel Edney Tristan Walker Justin Snith | Szánkó                     | Vegyes váltó       |
| Bronz | Kaillie Humphries Phylicia George | Bob                        | Női kettes         |
| Bronz | Nemzeti válogatott Rene Bourque Gilbert Brulé Andrew Ebbett Stefan Elliott Chay Genoway Cody Goloubef Marc-André Gragnani Quinton Howden Chris Kelly Rob Klinkhammer Brandon Kozun Maxim Lapierre Chris Lee Maxim Noreau Eric O’Dell Justin Peters Kevin Poulin Mason Raymond Mat Robinson Derek Roy Ben Scrivens Karl Stollery Christian Thomas Linden Vey Wojtek Wolski                | Jégkorong                  | Férfi              |
| Bronz | Kaetlyn Osmond | Műkorcsolya                | Női egyéni         |
| Bronz | Meagan Duhamel Eric Radford | Műkorcsolya                | Páros              |
| Bronz | Samuel Girard Charles Hamelin Charle Cournoyer Pascal Dion | Rövidpályás gyorskorcsolya | Férfi 5000 m váltó |
| Bronz | Kim Boutin | Rövidpályás gyorskorcsolya | Női 500 m          |
| Bronz | Kim Boutin | Rövidpályás gyorskorcsolya | Női 1500 m         |
| Bronz | Alex Beaulieu-Marchand | Síakrobatika               | Férfi slopestyle   |
| Bronz | Mark McMorris | Snowboard                  | Férfi slopestyle   |
| Bronz | Alex Gough | Szánkó                     | Női egyes          |

## Alpesisí
Férfi
| Versenyző              | Versenyszám            | 1. futam | 1. futam | 2. futam      | 2. futam      | Összesítés    | Összesítés    |
| Versenyző              | Versenyszám            | Idő      | Hely.    | Idő           | Hely.         | Idő           | Helyezés      |
| ---------------------- | ---------------------- | -------- | -------- | ------------- | ------------- | ------------- | ------------- |
| Philip Brown           | Óriás-műlesiklás       | 1:11,30  | 25.      | 1:10,38       | 9.            | 2:21,51       | 18.           |
| Philip Brown           | Műlesiklás             | 50,22    | 26.      | 51,72         | 21.           | 1:41,94       | 22.           |
| Dustin Cook            | Lesiklás               |          |          |               |               | 1:43,80       | 32.           |
| Dustin Cook            | Szuperóriás-műlesiklás |          |          |               |               | 1:25,23       | 9.            |
| James Crawford         | Óriás-műlesiklás       | 1:11,74  | 31.      | 1:12,38       | 30.           | 2:24,12       | 29.           |
| James Crawford         | Szuperóriás-műlesiklás |          |          |               |               | nem ért célba | nem ért célba |
| Manuel Osborne-Paradis | Lesiklás               |          |          |               |               | 1:41,89       | 14.           |
| Manuel Osborne-Paradis | Szuperóriás-műlesiklás |          |          |               |               | 1:26,39       | 22.           |
| Trevor Philp           | Óriás-műlesiklás       | 1:11,13  | 24.      | 1:11,25       | 23.           | 2:22,55       | 27.           |
| Trevor Philp           | Műlesiklás             | 49,95    | 25       | nem ért célba | nem ért célba | kiesett       | kiesett       |
| Erik Read              | Óriás-műlesiklás       | 1:10,18  | 16.      | 1:10,56       | 15.           | 2:20,74       | =11.          |
| Erik Read              | Műlesiklás             | 49,81    | 23.      | 58,74         | 34.           | 1:48,55       | 29.           |
| Broderick Thompson     | Lesiklás               |          |          |               |               | 1:44,37       | 35.           |
| Broderick Thompson     | Szuperóriás-műlesiklás |          |          |               |               | 1:26,45       | 23.           |
| Benjamin Thomsen       | Lesiklás               |          |          |               |               | 1:43,19       | 28.           |

| Versenyző              | Versenyszám | Lesiklás      | Lesiklás      | Műlesiklás | Műlesiklás | Összesítés    | Összesítés    |
| Versenyző              | Versenyszám | Idő           | Hely.         | Idő        | Hely.      | Idő           | Helyezés      |
| ---------------------- | ----------- | ------------- | ------------- | ---------- | ---------- | ------------- | ------------- |
| James Crawford         | Összetett   | 1:21,97       | 37.           | 48,80      | 17.        | 2:10,77       | 20.           |
| Manuel Osborne-Paradis | Összetett   | nem ért célba | nem ért célba | kiesett    | kiesett    | kiesett       | kiesett       |
| Broderick Thompson     | Összetett   | 1:21,75       | 33.           | 49,63      | 23.        | 2:11,38       | 23.           |
| Benjamin Thomsen       | Összetett   | 1:21,36       | 26.           | nem indult | nem indult | nem ért célba | nem ért célba |

Női
| Versenyző            | Versenyszám            | 1. futam | 1. futam | 2. futam      | 2. futam      | Összesítés    | Összesítés    |
| Versenyző            | Versenyszám            | Idő      | Hely.    | Idő           | Hely.         | Idő           | Helyezés      |
| -------------------- | ---------------------- | -------- | -------- | ------------- | ------------- | ------------- | ------------- |
| Candace Crawford     | Lesiklás               |          |          |               |               | nem ért célba | nem ért célba |
| Candace Crawford     | Óriás-műlesiklás       | 1:14,70  | 30.      | 1:10,46       | 22.           | 2:25,16       | 25.           |
| Candace Crawford     | Szuperóriás-műlesiklás |          |          |               |               | 1:23,69       | 29.           |
| Valérie Grenier      | Lesiklás               |          |          |               |               | 1:42,13       | 21.           |
| Valérie Grenier      | Óriás-műlesiklás       | 1:15,74  | 33.      | nem ért célba | nem ért célba | kiesett       | kiesett       |
| Valérie Grenier      | Szuperóriás-műlesiklás |          |          |               |               | 1:22,77       | 23.           |
| Erin Mielzynski      | Műlesiklás             | 51,83    | 22.      | 49,66         | 3.            | 1:41,49       | 11.           |
| Roni Remme           | Lesiklás               |          |          |               |               | 1:42,80       | 23.           |
| Roni Remme           | Műlesiklás             | 52,43    | 29.      | 51,18         | 23.           | 1:43,61       | 27.           |
| Roni Remme           | Szuperóriás-műlesiklás |          |          |               |               | 1:25,90       | 37.           |
| Laurence St. Germain | Műlesiklás             | 50,94    | 11.      | 50,86         | 20.           | 1:41,80       | 15.           |

| Versenyző        | Versenyszám | Lesiklás      | Lesiklás      | Műlesiklás | Műlesiklás | Összesítés | Összesítés |
| Versenyző        | Versenyszám | Idő           | Hely.         | Idő        | Hely.      | Idő        | Helyezés   |
| ---------------- | ----------- | ------------- | ------------- | ---------- | ---------- | ---------- | ---------- |
| Candace Crawford | Összetett   | nem ért célba | nem ért célba | kiesett    | kiesett    | kiesett    | kiesett    |
| Valérie Grenier  | Összetett   | 1:41,79       | 8.            | 41,65      | 8.         | 2:23,44    | 6.         |
| Roni Remme       | Összetett   | nem ért célba | nem ért célba | kiesett    | kiesett    | kiesett    | kiesett    |

Vegyes
| Versenyző                                                                                 | Versenyszám | Nyolcaddöntő                 | Negyeddöntő       | Elődöntő          | Döntő             | Helyezés |
| Versenyző                                                                                 | Versenyszám | Ellenfél Eredmény            | Ellenfél Eredmény | Ellenfél Eredmény | Ellenfél Eredmény | Helyezés |
| ----------------------------------------------------------------------------------------- | ----------- | ---------------------------- | ----------------- | ----------------- | ----------------- | -------- |
| Philip Brown Trevor Philp Erik Read Candace Crawford Erin Mielzynski Laurence St. Germain | Vegyes      | Franciaország (FRA) · V 2–2* | kiesett           | kiesett           | kiesett           | 9.       |

## Biatlon
Férfi
| Versenyző                                         | Versenyszám            | Időeredmény | Lövőhiba    | Helyezés |
| ------------------------------------------------- | ---------------------- | ----------- | ----------- | -------- |
| Christian Gow                                     | 20 km egyéni indításos | 51:01,0     | 2 (1+0+0+1) | 26.      |
| Christian Gow                                     | 10 km sprint           | 25:52,8     | 3 (2+1)     | 62.      |
| Scott Gow                                         | 20 km egyéni indításos | 50:06,3     | 1 (0+0+0+1) | 14.      |
| Scott Gow                                         | 10 km sprint           | 25:53,5     | 4 (4+0)     | 61.      |
| Brendan Green                                     | 20 km egyéni indításos | 50:30,4     | 1 (0+0+0+1) | 22.      |
| Brendan Green                                     | 10 km sprint           | 26:48,0     | 3 (0+3)     | 82.      |
| Nathan Smith                                      | 20 km egyéni indításos | 56:15,7     | 5 (0+1+4+0) | 81.      |
| Nathan Smith                                      | 12,5 km üldözőverseny  | 38:58,2     | 4 (0+0+1+3) | 54.      |
| Nathan Smith                                      | 10 km sprint           | 25:22,3     | 1 (1+0)     | 44.      |
| Macx Davies Christian Gow Scott Gow Brendan Green | 4 × 7,5 km váltó       | 1:20:56,8   | 12 (1+11)   | 11.      |

Női
| Versenyző                                               | Versenyszám            | Időeredmény | Lövőhiba    | Helyezés |
| ------------------------------------------------------- | ---------------------- | ----------- | ----------- | -------- |
| Sarah Beaudry                                           | 15 km egyéni indításos | 45:05,6     | 1 (0+1+0+0) | 29.      |
| Rosanna Crawford                                        | 15 km egyéni indításos | 44:55,9     | 2 (2+0+0+0) | 26.      |
| Rosanna Crawford                                        | 10 km üldözőverseny    | 33:03,0     | 2 (0+0+1+1) | 19.      |
| Rosanna Crawford                                        | 7,5 km sprint          | 23:29,2     | 3 (1+2)     | 53.      |
| Emma Lunder                                             | 15 km egyéni indításos | 46:56,6     | 3 (0+1+1+1) | 54.      |
| Emma Lunder                                             | 10 km üldözőverseny    | 36:52,1     | 4 (0+1+1+2) | 53.      |
| Emma Lunder                                             | 7,5 km sprint          | 23:30,4     | 2 (0+2)     | 54.      |
| Julia Ransom                                            | 15 km egyéni indításos | 49:38,9     | 5 (1+1+2+1) | 74.      |
| Julia Ransom                                            | 10 km üldözőverseny    | 33:38,3     | 1 (0+0+0+1) | 28.      |
| Julia Ransom                                            | 7,5 km sprint          | 23:15,0     | 1 (0+1)     | 40.      |
| Megan Tandy                                             | 10 km üldözőverseny    | DNS         | DNS         | DNS      |
| Megan Tandy                                             | 7,5 km sprint          | 23:42,8     | 2 (1+1)     | 57.      |
| Sarah Beaudry Julia Ransom Emma Lunder Rosanna Crawford | 4 × 6 km váltó         | 1:13:36,8   | 12 (1+11)   | 10.      |

Vegyes
| Versenyző                                                 | Versenyszám  | Időeredmény | Lövőhiba | Helyezés |
| --------------------------------------------------------- | ------------ | ----------- | -------- | -------- |
| Christian Gow Brendan Green Rosanna Crawford Julia Ransom | Vegyes váltó | 1:11:11,0   | 9 (2+7)  | 12.      |

## Bob
Férfi
| Versenyző                                                        | Versenyszám | 1. futam | 1. futam | 2. futam | 2. futam | 3. futam | 3. futam | 4. futam | 4. futam | Összesítés | Összesítés |
| Versenyző                                                        | Versenyszám | Idő      | Hely.    | Idő      | Hely.    | Idő      | Hely.    | Idő      | Hely.    | Idő        | Helyezés   |
| ---------------------------------------------------------------- | ----------- | -------- | -------- | -------- | -------- | -------- | -------- | -------- | -------- | ---------- | ---------- |
| Justin Kripps* Alex Kopacz                                       | Kettes      | 49,10    | 2.       | 49,39    | 3.       | 49,09    | 3.       | 49,28    | 3.       | 3:16,86    |            |
| Nick Poloniato* Jesse Lumsden                                    | Kettes      | 49,48    | 10.      | 49,48    | 7.       | 49,33    | 6.       | 49,45    | 6.       | 3:17,74    | 7.         |
| Christopher Spring* Lascelles Brown                              | Kettes      | 49,38    | 8.       | 49,58    | 13.      | 49,56    | 15.      | 49,72    | 15.      | 3:18,24    | 10.        |
| Justin Kripps* Alex Kopacz Jesse Lumsden Oluseyi Smith           | Négyes      | 48,85    | 5.       | 49,28    | 9.       | 48,95    | 6.       | 49,61    | 8.       | 3:16,69    | 6.         |
| Christopher Spring* Neville Wright Cam Stones Joshua Kirkpatrick | Négyes      | 49,06    | 9.       | 49,58    | 17.      | 49,46    | 12.      | 49,86    | 19.      | 3:17,96    | 16.        |
| Nick Poloniato* Lascelles Brown Bryan Barnett Ben Coakwell       | Négyes      | 49,40    | 17.      | 49,23    | 6.       | 49,51    | 14.      | 49,67    | 11.      | 3:17,81    | 12.        |

- Tartalékok: Sam Giguere és Joey Nemet.

Női
| Versenyző                           | Versenyszám | 1. futam | 1. futam | 2. futam | 2. futam | 3. futam | 3. futam | 4. futam | 4. futam | Összesítés | Összesítés |
| Versenyző                           | Versenyszám | Idő      | Hely.    | Idő      | Hely.    | Idő      | Hely.    | Idő      | Hely.    | Idő        | Helyezés   |
| ----------------------------------- | ----------- | -------- | -------- | -------- | -------- | -------- | -------- | -------- | -------- | ---------- | ---------- |
| Kaillie Humphries * Phylicia George | Kettes      | 50,72    | 5.       | 50,88    | 3.       | 50,52    | 3.       | 50,77    | 4.       | 3:22,89    |            |
| Alysia Rissling* Heather Moyse      | Kettes      | 50,81    | 7.       | 50,95    | 7.       | 50,83    | 7.       | 51,04    | 6.       | 3:23,63    | 6.         |
| Christine de Bruin* Melissa Lotholz | Kettes      | 50,94    | 9.       | 50,91    | 4.       | 50,75    | 6.       | 51,29    | 12.      | 3:23,89    | 7.         |

- Tartalékok: Cynthia Appiah és Kristen Bujnowski.

* – a bob vezetője

## Curling

### Férfi
- Kevin Koe
- Marc Kennedy
- Brent Laing
- Ben Hebert
- Scott Pfeifer

Csoportkör
| Nemzet           | Skip             | Gy | V | P+ | P- | Gy end | V end | Üres endek | Saját rabolt endek | Lökés % |
| ---------------- | ---------------- | -- | - | -- | -- | ------ | ----- | ---------- | ------------------ | ------- |
| Svédország       | Niklas Edin      | 7  | 2 | 62 | 43 | 34     | 28    | 13         | 8                  | 87%     |
| Kanada           | Kevin Koe        | 6  | 3 | 56 | 46 | 36     | 34    | 14         | 8                  | 87%     |
| Egyesült Államok | John Shuster     | 5  | 4 | 67 | 63 | 37     | 39    | 4          | 6                  | 80%     |
| Nagy-Britannia   | Kyle Smith       | 5  | 4 | 55 | 60 | 40     | 37    | 8          | 7                  | 82%     |
| Svájc            | Peter de Cruz    | 5  | 4 | 60 | 55 | 39     | 37    | 10         | 6                  | 83%     |
| Norvégia         | Thomas Ulsrud    | 4  | 5 | 45 | 54 | 32     | 36    | 6          | 6                  | 82%     |
| Dél-Korea        | Kim Chang-min    | 4  | 5 | 54 | 59 | 40     | 41    | 7          | 8                  | 82%     |
| Japán            | Morozumi Juszuke | 4  | 5 | 48 | 56 | 33     | 35    | 13         | 5                  | 81%     |
| Olaszország      | Joel Retornaz    | 3  | 6 | 50 | 56 | 37     | 38    | 15         | 7                  | 81%     |
| Dánia            | Rasmus Stjerne   | 2  | 7 | 53 | 70 | 36     | 39    | 12         | 5                  | 83%     |

1. 1 2  Nagy-Britannia és Svájc rájátszáson mérkőzött az elődöntőbe jutásért

| Sheet B                | 1 | 2 | 3 | 4 | 5 | 6 | 7 | 8 | 9 | 10 | VE |
| Kanada (Koe)           | 0 | 0 | 0 | 0 | 1 | 1 | 0 | 2 | 0 | 1  | 5  |
| Olaszország (Retornaz) | 0 | 0 | 0 | 1 | 0 | 0 | 1 | 0 | 1 | 0  | 3  |

| Sheet A                | 1 | 2 | 3 | 4 | 5 | 6 | 7 | 8 | 9 | 10 | VE |
| Kanada (Koe)           | 2 | 0 | 2 | 0 | 0 | 0 | 1 | 0 | 0 | 1  | 6  |
| Nagy-Britannia (Smith) | 0 | 1 | 0 | 0 | 1 | 1 | 0 | 1 | 0 | 0  | 4  |

| Sheet B           | 1 | 2 | 3 | 4 | 5 | 6 | 7 | 8 | 9 | 10 | VE |
| Norvégia (Ulsrud) | 0 | 1 | 1 | 0 | 0 | 2 | 0 | 0 | 0 | X  | 4  |
| Kanada (Koe)      | 2 | 0 | 0 | 0 | 1 | 0 | 1 | 1 | 2 | X  | 7  |

| Sheet D         | 1 | 2 | 3 | 4 | 5 | 6 | 7 | 8 | 9 | 10 | VE |
| Kanada (Koe)    | 0 | 0 | 3 | 0 | 1 | 0 | 2 | 1 | 0 | 0  | 7  |
| Dél-Korea (Kim) | 0 | 1 | 0 | 1 | 0 | 1 | 0 | 0 | 2 | 1  | 6  |

| Sheet C           | 1 | 2 | 3 | 4 | 5 | 6 | 7 | 8 | 9 | 10 | VE |
| Kanada (Koe)      | 0 | 2 | 0 | 0 | 0 | 0 | 0 | 0 | 0 | X  | 2  |
| Svédország (Edin) | 0 | 0 | 0 | 0 | 2 | 2 | 0 | 1 | 0 | X  | 5  |

| Sheet D         | 1 | 2 | 3 | 4 | 5 | 6 | 7 | 8 | 9 | 10 | VE |
| Svájc (de Cruz) | 4 | 0 | 1 | 0 | 2 | 0 | 0 | 0 | 1 | X  | 8  |
| Kanada (Koe)    | 0 | 2 | 0 | 1 | 0 | 2 | 1 | 0 | 0 | X  | 6  |

| Sheet C                    | 1 | 2 | 3 | 4 | 5 | 6 | 7 | 8 | 9 | 10 | 11 | VE |
| Egyesült Államok (Shuster) | 1 | 0 | 2 | 0 | 1 | 1 | 0 | 0 | 2 | 0  | 2  | 9  |
| Kanada (Koe)               | 0 | 2 | 0 | 1 | 0 | 0 | 1 | 1 | 0 | 2  | 0  | 7  |

| Sheet B          | 1 | 2 | 3 | 4 | 5 | 6 | 7 | 8 | 9 | 10 | VE |
| Japán (Morozumi) | 0 | 2 | 0 | 0 | 1 | 0 | 1 | 0 | 0 | X  | 4  |
| Kanada (Koe)     | 1 | 0 | 2 | 1 | 0 | 2 | 0 | 1 | 1 | X  | 8  |

| Sheet A         | 1 | 2 | 3 | 4 | 5 | 6 | 7 | 8 | 9 | 10 | VE |
| Dánia (Stjerne) | 0 | 1 | 0 | 1 | 0 | 0 | 1 | X | X | X  | 3  |
| Kanada (Koe)    | 4 | 0 | 1 | 0 | 3 | 0 | 0 | X | X | X  | 8  |

Elődöntő
| Sheet C                    | 1 | 2 | 3 | 4 | 5 | 6 | 7 | 8 | 9 | 10 | VE |
| Kanada (Koe)               | 0 | 1 | 0 | 1 | 0 | 0 | 0 | 0 | 1 | 0  | 3  |
| Egyesült Államok (Shuster) | 0 | 0 | 1 | 0 | 1 | 0 | 0 | 2 | 0 | 1  | 5  |

Bronzmérkőzés
| Sheet B         | 1 | 2 | 3 | 4 | 5 | 6 | 7 | 8 | 9 | 10 | VE |
| Kanada (Koe)    | 0 | 0 | 0 | 2 | 0 | 1 | 0 | 2 | 0 | X  | 5  |
| Svájc (de Cruz) | 0 | 1 | 1 | 0 | 2 | 0 | 2 | 0 | 1 | X  | 7  |

| Csapat | Helyezés |
| ------ | -------- |
| Kanada | 4.       |

### Női
- Rachel Homan
- Emma Miskew
- Joanne Courtney
- Lisa Weagle
- Cheryl Bernard

Csoportkör
| Nemzet                     | Skip                 | Gy | V | P+ | P- | Gy end | V end | Üres endek | Saját rabolt endek | Lökés % |
| -------------------------- | -------------------- | -- | - | -- | -- | ------ | ----- | ---------- | ------------------ | ------- |
| Dél-Korea                  | Kim Eun-jung         | 8  | 1 | 75 | 44 | 41     | 34    | 5          | 15                 | 79%     |
| Svédország                 | Anna Hasselborg      | 7  | 2 | 64 | 48 | 42     | 34    | 14         | 13                 | 83%     |
| Nagy-Britannia             | Eve Muirhead         | 6  | 3 | 61 | 56 | 39     | 38    | 12         | 6                  | 79%     |
| Japán                      | Fudzsiszava Szacuki  | 5  | 4 | 59 | 55 | 38     | 36    | 10         | 13                 | 75%     |
| Kína                       | Wang Bingyu          | 4  | 5 | 57 | 65 | 35     | 38    | 12         | 5                  | 78%     |
| Kanada                     | Rachel Homan         | 4  | 5 | 68 | 59 | 40     | 36    | 10         | 12                 | 81%     |
| Svájc                      | Silvana Tirinzoni    | 4  | 5 | 60 | 55 | 34     | 37    | 12         | 7                  | 78%     |
| Egyesült Államok           | Nina Roth            | 4  | 5 | 56 | 65 | 38     | 39    | 7          | 6                  | 78%     |
| Olimpikonok Oroszországból | Viktorija Moiszejeva | 2  | 7 | 45 | 76 | 34     | 40    | 8          | 6                  | 76%     |
| Dánia                      | Madeleine Dupont     | 1  | 8 | 50 | 72 | 32     | 41    | 10         | 6                  | 73%     |

| Sheet A         | 1 | 2 | 3 | 4 | 5 | 6 | 7 | 8 | 9 | 10 | VE |
| Kanada (Homan)  | 0 | 1 | 0 | 0 | 0 | 2 | 1 | 0 | 0 | 2  | 6  |
| Dél-Korea (Kim) | 1 | 0 | 0 | 1 | 2 | 0 | 0 | 1 | 3 | 0  | 8  |

| Sheet B                 | 1 | 2 | 3 | 4 | 5 | 6 | 7 | 8 | 9 | 10 | 11 | VE |
| Kanada (Homan)          | 0 | 0 | 2 | 0 | 1 | 0 | 1 | 1 | 0 | 1  | 0  | 6  |
| Svédország (Hasselborg) | 2 | 0 | 0 | 1 | 0 | 2 | 0 | 0 | 1 | 0  | 1  | 7  |

| Sheet A        | 1 | 2 | 3 | 4 | 5 | 6 | 7 | 8 | 9 | 10 | 11 | VE |
| Dánia (Dupont) | 0 | 0 | 3 | 1 | 0 | 2 | 0 | 0 | 0 | 2  | 1  | 9  |
| Kanada (Homan) | 0 | 2 | 0 | 0 | 4 | 0 | 1 | 1 | 0 | 0  | 0  | 8  |

| Sheet D                 | 1 | 2 | 3 | 4 | 5 | 6 | 7 | 8 | 9 | 10 | VE |
| Egyesült Államok (Roth) | 0 | 1 | 0 | 1 | 0 | 1 | 0 | X | X | X  | 3  |
| Kanada (Homan)          | 3 | 0 | 1 | 0 | 3 | 0 | 4 | X | X | X  | 11 |

| Sheet C           | 1 | 2 | 3 | 4 | 5 | 6 | 7 | 8 | 9 | 10 | VE |
| Kanada (Homan)    | 0 | 0 | 2 | 0 | 2 | 0 | 2 | 0 | 3 | 1  | 10 |
| Svájc (Tirinzoni) | 1 | 0 | 0 | 3 | 0 | 3 | 0 | 1 | 0 | 0  | 8  |

| Sheet B             | 1 | 2 | 3 | 4 | 5 | 6 | 7 | 8 | 9 | 10 | VE |
| Japán (Fudzsiszava) | 0 | 1 | 0 | 0 | 0 | 2 | 0 | X | X | X  | 3  |
| Kanada (Homan)      | 1 | 0 | 0 | 1 | 4 | 0 | 2 | X | X | X  | 8  |

| Sheet A        | 1 | 2 | 3 | 4 | 5 | 6 | 7 | 8 | 9 | 10 | VE |
| Kanada (Homan) | 0 | 0 | 1 | 2 | 0 | 1 | 0 | 0 | 1 | 0  | 5  |
| Kína (Wang)    | 0 | 2 | 0 | 0 | 3 | 0 | 0 | 1 | 0 | 1  | 7  |

| Sheet D                   | 1 | 2 | 3 | 4 | 5 | 6 | 7 | 8 | 9 | 10 | VE |
| Kanada (Homan)            | 0 | 2 | 1 | 0 | 0 | 1 | 0 | 0 | 1 | 0  | 5  |
| Nagy-Britannia (Muirhead) | 1 | 0 | 0 | 1 | 0 | 0 | 0 | 2 | 0 | 2  | 6  |

| Sheet C                                 | 1 | 2 | 3 | 4 | 5 | 6 | 7 | 8 | 9 | 10 | VE |
| Olimpikonok Oroszországból (Moiszejeva) | 4 | 0 | 1 | 0 | 0 | 0 | 2 | 1 | 0 | 0  | 8  |
| Kanada (Homan)                          | 0 | 2 | 0 | 2 | 1 | 1 | 0 | 0 | 2 | 1  | 9  |

| Csapat | Helyezés |
| ------ | -------- |
| Kanada | 6.       |

### Vegyes páros
- Kaitlyn Lawes
- John Morris

Csoportkör
| Nemzet                     | Név                                                | Gy | V | P+ | P- | Gy end | V end | Üres endek | Saját rabolt endek | Lökés % |
| -------------------------- | -------------------------------------------------- | -- | - | -- | -- | ------ | ----- | ---------- | ------------------ | ------- |
| Kanada                     | Kaitlyn Lawes / John Morris                        | 6  | 1 | 52 | 26 | 29     | 20    | 0          | 9                  | 80%     |
| Svájc                      | Jenny Perret / Martin Rios                         | 5  | 2 | 45 | 33 | 29     | 26    | 0          | 10                 | 72%     |
| Olimpikonok Oroszországból | Anasztaszija Brizgalova / Alekszandr Kruselnyickij | 4  | 3 | 36 | 44 | 26     | 27    | 1          | 7                  | 67%     |
| Norvégia                   | Kristin Skaslien / Magnus Nedregotten              | 4  | 3 | 39 | 43 | 26     | 25    | 1          | 8                  | 74%     |
| Kína                       | Wang Rui / Ba Dexin                                | 4  | 3 | 47 | 42 | 27     | 27    | 1          | 6                  | 72%     |
| Dél-Korea                  | Jang Hye-ji / Lee Ki-jeong                         | 2  | 5 | 42 | 47 | 26     | 26    | 1          | 7                  | 70%     |
| Egyesült Államok           | Rebecca Hamilton / Matt Hamilton                   | 2  | 5 | 37 | 43 | 26     | 25    | 0          | 9                  | 74%     |
| Finnország                 | Oona Kauste / Tomi Rantamäki                       | 1  | 6 | 35 | 53 | 23     | 29    | 0          | 6                  | 66%     |

1. 1 2  Norvégia és Kína rájátszáson mérkőzött az elődöntőbe jutásért

| Sheet B            | Sheet B                           | 1 | 2 | 3 | 4 | 5 | 6 | 7 | 8 | VE |
| 1. end utolsó köve | Kanada (Lawes / Morris)           | 1 | 0 | 3 | 0 | 2 | 0 | 0 | 0 | 6  |
|                    | Norvégia (Skaslien / Nedregotten) | 0 | 3 | 0 | 1 | 0 | 2 | 1 | 2 | 9  |

| Sheet D            | Sheet D                                      | 1 | 2 | 3 | 4 | 5 | 6 | 7 | 8 | VE |
| 1. end utolsó köve | Egyesült Államok (R. Hamilton / M. Hamilton) | 1 | 0 | 1 | 0 | 0 | 1 | 1 | 0 | 4  |
|                    | Kanada (Lawes / Morris)                      | 0 | 1 | 0 | 1 | 3 | 0 | 0 | 1 | 6  |

| Sheet C            | Sheet C                 | 1 | 2 | 3 | 4 | 5 | 6 | 7 | 8 | VE |
|                    | Kína (Wang / Ba)        | 0 | 2 | 0 | 1 | 0 | 1 | 0 | X | 4  |
| 1. end utolsó köve | Kanada (Lawes / Morris) | 3 | 0 | 4 | 0 | 1 | 0 | 2 | X | 10 |

| Sheet A            | Sheet A                         | 1 | 2 | 3 | 4 | 5 | 6 | 7 | 8 | VE |
|                    | Kanada (Lawes / Morris)         | 1 | 0 | 1 | 1 | 0 | 5 | X | X | 8  |
| 1. end utolsó köve | Finnország (Kauste / Rantamäki) | 0 | 1 | 0 | 0 | 1 | 0 | X | X | 2  |

| Sheet C            | Sheet C                 | 1 | 2 | 3 | 4 | 5 | 6 | 7 | 8 | VE |
| 1. end utolsó köve | Kanada (Lawes / Morris) | 0 | 4 | 0 | 1 | 1 | 1 | X | X | 7  |
|                    | Svájc (Perret / Rios)   | 1 | 0 | 1 | 0 | 0 | 0 | X | X | 2  |

| Sheet A            | Sheet A                                                 | 1 | 2 | 3 | 4 | 5 | 6 | 7 | 8 | VE |
|                    | Olimpikonok Oroszországból (Brizgalova / Kruselnyickij) | 0 | 0 | 1 | 0 | 1 | 0 | X | X | 2  |
| 1. end utolsó köve | Kanada (Lawes / Morris)                                 | 3 | 1 | 0 | 2 | 0 | 2 | X | X | 8  |

| Sheet D            | Sheet D                 | 1 | 2 | 3 | 4 | 5 | 6 | 7 | 8 | VE |
|                    | Kanada (Lawes / Morris) | 1 | 1 | 0 | 2 | 1 | 0 | 2 | X | 7  |
| 1. end utolsó köve | Dél-Korea (Jang / Lee)  | 0 | 0 | 2 | 0 | 0 | 1 | 0 | X | 3  |

Elődöntő
| Sheet A            | Sheet A                           | 1 | 2 | 3 | 4 | 5 | 6 | 7 | 8 | VE |
| 1. end utolsó köve | Kanada (Lawes / Morris)           | 2 | 0 | 0 | 1 | 2 | 0 | 3 | X | 8  |
|                    | Norvégia (Skaslien / Nedregotten) | 0 | 1 | 1 | 0 | 0 | 2 | 0 | X | 4  |

Döntő
| Sheet B            | Sheet B                 | 1 | 2 | 3 | 4 | 5 | 6 | 7 | 8 | VE |
| 1. end utolsó köve | Kanada (Lawes / Morris) | 2 | 0 | 4 | 0 | 2 | 2 | X | X | 10 |
|                    | Svájc (Perret / Rios)   | 0 | 2 | 0 | 1 | 0 | 0 | X | X | 3  |

| Csapat | Helyezés |
| ------ | -------- |
| Kanada |          |

## Gyorskorcsolya
Férfi
| Versenyző             | Versenyszám | Eredmény | Helyezés |
| --------------------- | ----------- | -------- | -------- |
| Jordan Belchos        | 10 000 m    | 12:59,51 | 5.       |
| Ted-Jan Bloemen       | 5000 m      | 6:11,616 |          |
| Ted-Jan Bloemen       | 10 000 m    | 12:39,77 |          |
| Alex Boisvert-Lacroix | 500 m       | 34,934   | 11.      |
| Vincent De Haître     | 1000 m      | 1:09,79  | 19.      |
| Vincent De Haître     | 1500 m      | 1:47,32  | 21.      |
| Ben Donnelly          | 1500 m      | 1:49,68  | 31.      |
| Laurent Dubreuil      | 500 m       | 35,16    | 18.      |
| Laurent Dubreuil      | 1000 m      | 1:10,03  | 25.      |
| Gilmore Junio         | 500 m       | 35,158   | 17.      |
| Denny Morrison        | 1500 m      | 1:46,36  | 13.      |
| Alexandre St-Jean     | 1000 m      | 1:09,24  | 11.      |

Női
| Versenyző          | Versenyszám | Eredmény | Helyezés |
| ------------------ | ----------- | -------- | -------- |
| Ivanie Blondin     | 3000 m      | 4:04,14  | 6.       |
| Ivanie Blondin     | 5000 m      | 6:59,38  | 5.       |
| Kali Christ        | 1500 m      | 1:59,42  | 19.      |
| Marsha Hudey       | 500 m       | 37,88    | 10.      |
| Kaylin Irvine      | 1000 m      | 1:16,90  | 23.      |
| Heather McLean     | 500 m       | 38,29    | 14.      |
| Heather McLean     | 1000 m      | 1:17,25  | 25.      |
| Josie Morrison     | 1500 m      | 1:59,77  | 21.      |
| Brianne Tutt       | 1500 m      | 1:58,77  | 15.      |
| Brianne Tutt       | 3000 m      | 4:13,70  | 20.      |
| Isabelle Weidemann | 3000 m      | 4:04,26  | 7.       |
| Isabelle Weidemann | 5000 m      | 6:59,88  | 6.       |

Tömegrajtos
| Versenyző      | Versenyszám | Elődöntő | Elődöntő | Elődöntő | Döntő   | Döntő   | Döntő    |
| Versenyző      | Versenyszám | Pont     | Idő      | Hely.    | Pont    | Idő     | Helyezés |
| -------------- | ----------- | -------- | -------- | -------- | ------- | ------- | -------- |
| Olivier Jean   | Férfi       | 4        | 8:42,31  | 7.       | 0       | 7:49,30 | 14.      |
| Ivanie Blondin | Női         | 1        | 8:53,92  | 10.      | kiesett | kiesett | kiesett  |
| Keri Morrison  | Női         | 21       | 8:54,25  | 3.       | 0       | 8:41,38 | 12.      |

Csapatverseny
| Versenyző                                                                  | Versenyszám | Negyeddöntő                    | Negyeddöntő | Elődöntő                | Elődöntő | Döntő                                         | Döntő    | Döntő |
| Versenyző                                                                  | Versenyszám | Ellenfél Idő                   | Hely.       | Ellenfél Idő            | Hely.    | Ellenfél Idő                                  | Helyezés |       |
| -------------------------------------------------------------------------- | ----------- | ------------------------------ | ----------- | ----------------------- | -------- | --------------------------------------------- | -------- | ----- |
| Jordan Belchos Ted-Jan Bloemen Denny Morrison                              | Férfi       | Japán (JPN) · V 3:41,73        | 7.          |                         |          | D döntő · Egyesült Államok (USA) · Gy 3:42,16 | 7.       |       |
| Ivanie Blondin Kali Christ Josie Morrison Keri Morrison Isabelle Weidemann | Női         | Németország (GER) · Gy 2:59,02 | 3.          | Japán (JPN) · V 3:01,84 | 2.       | B döntő · Egyesült Államok (USA) · V 2:59,72  | 4.       |       |

## Jégkorong

### Férfi
- Szövetségi kapitány:  Willie Desjardins
- Segédedzők:  Dave King,  Scott Walker,  Craig Woodcroft

| Kanadai nemzeti férfi jégkorongcsapat-játékoskeret | Kanadai nemzeti férfi jégkorongcsapat-játékoskeret | Kanadai nemzeti férfi jégkorongcsapat-játékoskeret | Kanadai nemzeti férfi jégkorongcsapat-játékoskeret | Kanadai nemzeti férfi jégkorongcsapat-játékoskeret | Kanadai nemzeti férfi jégkorongcsapat-játékoskeret | Kanadai nemzeti férfi jégkorongcsapat-játékoskeret | Kanadai nemzeti férfi jégkorongcsapat-játékoskeret |
| #                                                  | Poszt                                              | Név                                                | Magasság                                           | Súly                                               | Születési idő                                      | Születési hely                                     | Klub 2017–18-ban                                   |
| -------------------------------------------------- | -------------------------------------------------- | -------------------------------------------------- | -------------------------------------------------- | -------------------------------------------------- | -------------------------------------------------- | -------------------------------------------------- | -------------------------------------------------- |
| 3                                                  | D                                                  | Karl Stollery                                      | 5 ft 11 in (1,80 m)                                | 181 lb (82 kg)                                     | 1987. november 21.                                 | Camrose                                            | Dinamo Riga (KHL)                                  |
| 4                                                  | D                                                  | Chris Lee – A                                      | 6 ft 0 in (1,83 m)                                 | 185 lb (84 kg)                                     | 1980. október 3.                                   | MacTier                                            | Metallurg Magnitogorsk (KHL)                       |
| 5                                                  | D                                                  | Chay Genoway                                       | 5 ft 9 in (1,75 m)                                 | 176 lb (80 kg)                                     | 1986. december 20.                                 | Morden                                             | HC Lada Togliatti (KHL)                            |
| 7                                                  | F                                                  | Gilbert Brulé                                      | 5 ft 10 in (1,78 m)                                | 190 lb (86 kg)                                     | 1987. január 1.                                    | Edmonton                                           | Kunlun Red Star (KHL)                              |
| 8                                                  | F                                                  | Wojtek Wolski                                      | 6 ft 3 in (1,91 m)                                 | 220 lb (100 kg)                                    | 1986. február 24.                                  | Zabrze                                             | Metallurg Magnitogorsk (KHL)                       |
| 9                                                  | F                                                  | Derek Roy – A                                      | 5 ft 9 in (1,75 m)                                 | 187 lb (85 kg)                                     | 1983. május 4.                                     | Rockland                                           | Linköpings HC (SHL)                                |
| 11                                                 | F                                                  | Chris Kelly – C                                    | 6 ft 0 in (1,83 m)                                 | 194 lb (88 kg)                                     | 1980. november 11.                                 | Toronto                                            | Belleville Senators (AHL)                          |
| 12                                                 | F                                                  | Rob Klinkhammer                                    | 6 ft 2 in (1,88 m)                                 | 216 lb (98 kg)                                     | 1986. augusztus 12.                                | Lethbridge                                         | Ak Bars Kazan (KHL)                                |
| 15                                                 | F                                                  | Brandon Kozun                                      | 5 ft 8 in (1,73 m)                                 | 172 lb (78 kg)                                     | 1990. március 8.                                   | Los Angeles, Egyesült Államok                      | Lokomotyiv Jaroszlavl (KHL)                        |
| 16                                                 | F                                                  | Quinton Howden                                     | 6 ft 2 in (1,88 m)                                 | 190 lb (86 kg)                                     | 1992. január 21.                                   | Oakbank                                            | HC Dinamo Minsk (KHL)                              |
| 17                                                 | F                                                  | Rene Bourque – A                                   | 6 ft 2 in (1,88 m)                                 | 216 lb (98 kg)                                     | 1981. december 10.                                 | Lac La Biche                                       | Djurgårdens IF (SHL)                               |
| 18                                                 | D                                                  | Marc-André Gragnani                                | 6 ft 3 in (1,91 m)                                 | 205 lb (93 kg)                                     | 1987. március 11.                                  | L'Île-Bizard                                       | HC Dinamo Minsk (KHL)                              |
| 19                                                 | F                                                  | Andrew Ebbett – A                                  | 5 ft 9 in (1,75 m)                                 | 176 lb (80 kg)                                     | 1983. január 2.                                    | Vernon                                             | SC Bern (NL)                                       |
| 21                                                 | F                                                  | Mason Raymond                                      | 6 ft 1 in (1,85 m)                                 | 179 lb (81 kg)                                     | 1985. szeptember 17.                               | Cochrane                                           | SC Bern (NL)                                       |
| 22                                                 | F                                                  | Eric O'Dell                                        | 6 ft 1 in (1,85 m)                                 | 201 lb (91 kg)                                     | 1990. június 21.                                   | Ottawa                                             | HC Sochi (KHL)                                     |
| 24                                                 | D                                                  | Stefan Elliott                                     | 6 ft 1 in (1,85 m)                                 | 190 lb (86 kg)                                     | 1991. január 30.                                   | Vancouver                                          | HV71 (SHL)                                         |
| 27                                                 | D                                                  | Cody Goloubef                                      | 6 ft 1 in (1,85 m)                                 | 201 lb (91 kg)                                     | 1989. november 30.                                 | Oakville                                           | Stockton Heat (AHL)                                |
| 30                                                 | G                                                  | Ben Scrivens                                       | 6 ft 2 in (1,88 m)                                 | 198 lb (90 kg)                                     | 1986. szeptember 11.                               | Spruce Grove                                       | Salavat Yulaev Ufa (KHL)                           |
| 31                                                 | G                                                  | Kevin Poulin                                       | 6 ft 2 in (1,88 m)                                 | 205 lb (93 kg)                                     | 1990. április 12.                                  | Montréal                                           | EHC Kloten (NL)                                    |
| 35                                                 | G                                                  | Justin Peters                                      | 6 ft 1 in (1,85 m)                                 | 209 lb (95 kg)                                     | 1986. augusztus 30.                                | Blyth                                              | Kölner Haie (DEL)                                  |
| 37                                                 | D                                                  | Mat Robinson                                       | 5 ft 9 in (1,75 m)                                 | 185 lb (84 kg)                                     | 1986. június 20.                                   | Calgary                                            | CSZKA Moszkva (KHL)                                |
| 40                                                 | F                                                  | Maxim Lapierre                                     | 6 ft 0 in (1,83 m)                                 | 216 lb (98 kg)                                     | 1985. március 29.                                  | Saint-Leonard                                      | HC Lugano (NL)                                     |
| 56                                                 | D                                                  | Maxim Noreau – A                                   | 6 ft 0 in (1,83 m)                                 | 198 lb (90 kg)                                     | 1987. május 24.                                    | Montréal                                           | SC Bern (NL)                                       |
| 91                                                 | F                                                  | Linden Vey                                         | 6 ft 0 in (1,83 m)                                 | 190 lb (86 kg)                                     | 1991. július 17.                                   | Wakaw                                              | ZSC Lions (NL)                                     |
| 92                                                 | F                                                  | Christian Thomas                                   | 5 ft 9 in (1,75 m)                                 | 174 lb (79 kg)                                     | 1992. május 26.                                    | Toronto                                            | Wilkes-Barre/Scranton Penguins (AHL)               |

Csoportkör
A csoport
| Hely. | Csapat     | M | Gy | HGy | HV | V | G+ | G– | Gk  | P | Továbbjutás                       |
| ----- | ---------- | - | -- | --- | -- | - | -- | -- | --- | - | --------------------------------- |
| 1.    | Csehország | 3 | 2  | 1   | 0  | 0 | 9  | 4  | +5  | 8 | Továbbjutott a negyeddöntőbe      |
| 2.    | Kanada     | 3 | 2  | 0   | 1  | 0 | 11 | 4  | +7  | 7 | Továbbjutott a negyeddöntőbe      |
| 3.    | Svájc      | 3 | 1  | 0   | 0  | 2 | 10 | 9  | +1  | 3 | A negyeddöntőbe jutásért játszott |
| 4.    | Dél-Korea  | 3 | 0  | 0   | 0  | 3 | 1  | 14 | −13 | 0 | A negyeddöntőbe jutásért játszott |

| 2018. február 15. 21:10 (13:10) | Svájc (SUI) | 1–5 (0–2, 0–2, 1–1) | Kanada (CAN) | Kwandong Hockey Center, Phjongcshang Nézőszám: 2802 |

| Jegyzőkönyv | Jegyzőkönyv                  | Jegyzőkönyv                          | Jegyzőkönyv  | Jegyzőkönyv                                                                                 |
| --- | ---------------------------- | ------------------------------------ | ------------ | ------------------------------------------------------------------------------------------- |
| | Leonardo Genoni Jonas Hiller | Kapusok                              | Ben Scrivens | Játékvezetők: Antonín Jeřábek Konstantin Olenin Vonalbírók: Jimmy Dahmen Alexander Otmakhov |
| \| \| 0–1 \| 02:57 – Bourque (Lee, Roy) \| \| \| 0–2 \| 07:30 – Noreau (Lee, Roy) (PP) \| \| \| 0–3 \| 25:00 – Bourque (Roy) (PP) \| \| \| 0–4 \| 25:52 – Wolski (Noreau) \| \| Moser (Rüfenacht, Ambühl) (PP, EA) – 47:33 \| 1–4 \| \| \| \| 1–5 \| 54:53 – Wolski (Kelly, Ebbett) (ENG) \| |                              |                                      |              | Játékvezetők: Antonín Jeřábek Konstantin Olenin Vonalbírók: Jimmy Dahmen Alexander Otmakhov |
| 6 perc | Büntetések                   | 6 perc                               |              | Játékvezetők: Antonín Jeřábek Konstantin Olenin Vonalbírók: Jimmy Dahmen Alexander Otmakhov |
| 29 | Lövések                      | 28                                   |              | Játékvezetők: Antonín Jeřábek Konstantin Olenin Vonalbírók: Jimmy Dahmen Alexander Otmakhov |
| | 0–1                          | 02:57 – Bourque (Lee, Roy)           |              | Játékvezetők: Antonín Jeřábek Konstantin Olenin Vonalbírók: Jimmy Dahmen Alexander Otmakhov |
| | 0–2                          | 07:30 – Noreau (Lee, Roy) (PP)       |              | Játékvezetők: Antonín Jeřábek Konstantin Olenin Vonalbírók: Jimmy Dahmen Alexander Otmakhov |
| | 0–3                          | 25:00 – Bourque (Roy) (PP)           |              | Játékvezetők: Antonín Jeřábek Konstantin Olenin Vonalbírók: Jimmy Dahmen Alexander Otmakhov |
| | 0–4                          | 25:52 – Wolski (Noreau)              |              |                                                                                             |
| Moser (Rüfenacht, Ambühl) (PP, EA) – 47:33 | 1–4                          |                                      |              |                                                                                             |
| | 1–5                          | 54:53 – Wolski (Kelly, Ebbett) (ENG) |              |                                                                                             |

| 2018. február 17. 12:10 (4:10) | Kanada (CAN) | 2–3 (sz.) (2–1, 0–1, 0–0) (h.u.:: 0–0) (sz.: 0–1) | Csehország (CZE) | Gangneung Hockey Center, Phjongcshang Nézőszám: 6731 |

| Jegyzőkönyv | Jegyzőkönyv  | Jegyzőkönyv                    | Jegyzőkönyv    | Jegyzőkönyv                                                                     |
| --- | ------------ | ------------------------------ | -------------- | ------------------------------------------------------------------------------- |
| | Ben Scrivens | Kapusok                        | Pavel Francouz | Játékvezetők: Roman Gofman Anssi Salonen Vonalbírók: Gleb Lazarov Judson Ritter |
| \| Raymond (Vey, Gragnani) (PP) – 01:13 \| 1–0 \| \| \| \| 1–1 \| 06:52 – Kubalík \| \| Bourque (Noreau, Brulé) (PP) – 13:30 \| 2–1 \| \| \| \| 2–2 \| 20:25 – Jordán (Birner, Horák) \| |              |                                |                | Játékvezetők: Roman Gofman Anssi Salonen Vonalbírók: Gleb Lazarov Judson Ritter |
| Lapierre Wolski Roy Bourque Noreau | Szétlövés    | Růžička Koukal Kovář Červenka  |                | Játékvezetők: Roman Gofman Anssi Salonen Vonalbírók: Gleb Lazarov Judson Ritter |
| 6 perc | Büntetések   | 10 perc                        |                | Játékvezetők: Roman Gofman Anssi Salonen Vonalbírók: Gleb Lazarov Judson Ritter |
| 33 | Lövések      | 21                             |                | Játékvezetők: Roman Gofman Anssi Salonen Vonalbírók: Gleb Lazarov Judson Ritter |
| Raymond (Vey, Gragnani) (PP) – 01:13 | 1–0          |                                |                | Játékvezetők: Roman Gofman Anssi Salonen Vonalbírók: Gleb Lazarov Judson Ritter |
| | 1–1          | 06:52 – Kubalík                |                | Játékvezetők: Roman Gofman Anssi Salonen Vonalbírók: Gleb Lazarov Judson Ritter |
| Bourque (Noreau, Brulé) (PP) – 13:30 | 2–1          |                                |                |                                                                                 |
| | 2–2          | 20:25 – Jordán (Birner, Horák) |                |                                                                                 |

| 2018. február 18. 21:10 (13:10) | Kanada (CAN) | 4–0 (1–0, 1–0, 2–0) | Dél-Korea (KOR) | Gangneung Hockey Center, Phjongcshang Nézőszám: 6038 |

| Jegyzőkönyv | Jegyzőkönyv  | Jegyzőkönyv | Jegyzőkönyv | Jegyzőkönyv                                                                     |
| --- | ------------ | ----------- | ----------- | ------------------------------------------------------------------------------- |
| | Kevin Poulin | Kapusok     | Matt Dalton | Játékvezetők: Jozef Kubuš Daniel Stricker Vonalbírók: Nicolas Fluri Vít Lederer |
| \| Thomas (Genoway, Wolski) – 07:36 \| 1–0 \| \| \| O'Dell (Gragnani, Klinkhammer) – 34:22 \| 2–0 \| \| \| Lapierre (Roy) – 45:43 \| 3–0 \| \| \| Brulé (Lee, Roy) (PP) – 58:02 \| 4–0 \| \| |              |             |             | Játékvezetők: Jozef Kubuš Daniel Stricker Vonalbírók: Nicolas Fluri Vít Lederer |
| 8 perc | Büntetések   | 8 perc      |             | Játékvezetők: Jozef Kubuš Daniel Stricker Vonalbírók: Nicolas Fluri Vít Lederer |
| 49 | Lövések      | 19          |             | Játékvezetők: Jozef Kubuš Daniel Stricker Vonalbírók: Nicolas Fluri Vít Lederer |
| Thomas (Genoway, Wolski) – 07:36 | 1–0          |             |             | Játékvezetők: Jozef Kubuš Daniel Stricker Vonalbírók: Nicolas Fluri Vít Lederer |
| O'Dell (Gragnani, Klinkhammer) – 34:22 | 2–0          |             |             | Játékvezetők: Jozef Kubuš Daniel Stricker Vonalbírók: Nicolas Fluri Vít Lederer |
| Lapierre (Roy) – 45:43 | 3–0          |             |             | Játékvezetők: Jozef Kubuš Daniel Stricker Vonalbírók: Nicolas Fluri Vít Lederer |
| Brulé (Lee, Roy) (PP) – 58:02 | 4–0          |             |             |                                                                                 |

Negyeddöntő
| 2018. február 21. 21:10 (13:10) | Kanada (CAN) | 1–0 (0–0, 0–0, 1–0) | Finnország (FIN) | Gangneung Hockey Center, Phjongcshang Nézőszám: 2265 |

| Jegyzőkönyv                             | Jegyzőkönyv               | Jegyzőkönyv | Jegyzőkönyv    | Jegyzőkönyv                                                                              |
| --------------------------------------- | ------------------------- | ----------- | -------------- | ---------------------------------------------------------------------------------------- |
|                                         | Ben Scrivens Kevin Poulin | Kapusok     | Mikko Koskinen | Játékvezetők: Antonín Jeřábek Konstantin Olenin Vonalbírók: Gleb Lazarev Henrik Pihlblad |
| \| Noreau (O'Dell) – 40:55 \| 1–0 \| \| |                           |             |                | Játékvezetők: Antonín Jeřábek Konstantin Olenin Vonalbírók: Gleb Lazarev Henrik Pihlblad |
| 6 perc                                  | Büntetések                | 4 perc      |                | Játékvezetők: Antonín Jeřábek Konstantin Olenin Vonalbírók: Gleb Lazarev Henrik Pihlblad |
| 30                                      | Lövések                   | 21          |                | Játékvezetők: Antonín Jeřábek Konstantin Olenin Vonalbírók: Gleb Lazarev Henrik Pihlblad |
| Noreau (O'Dell) – 40:55                 | 1–0                       |             |                | Játékvezetők: Antonín Jeřábek Konstantin Olenin Vonalbírók: Gleb Lazarev Henrik Pihlblad |

Elődöntő
| 2018. február 23. 21:10 (13:10) | Kanada (CAN) | 3–4 (0–1, 1–3, 2–0) | Németország (GER) | Gangneung Hockey Center, Phjongcshang Nézőszám: 4057 |

| Jegyzőkönyv | Jegyzőkönyv  | Jegyzőkönyv                          | Jegyzőkönyv          | Jegyzőkönyv                                                                            |
| --- | ------------ | ------------------------------------ | -------------------- | -------------------------------------------------------------------------------------- |
| | Kevin Poulin | Kapusok                              | Danny aus den Birken | Játékvezetők: Jozef Kubuš Timothy Mayer Vonalbírók: Fraser McIntyre Alexander Otmakhov |
| \| \| 0–1 \| 14:43 – Macek (Kahun) (PP2) \| \| \| 0–2 \| 23:21 – Plachta (Hager) \| \| \| 0–3 \| 26:49 – Mauer (Goc, Wolf) \| \| Brulé (Lee, Noreau) (PP) – 28:17 \| 1–3 \| \| \| \| 1–4 \| 32:31 – Hager (Plachta, Schütz) (PP) \| \| Robinson (Thomas, Raymond) – 42:42 \| 2–4 \| \| \| Roy (Lee, Noreau) (PP) – 49:42 \| 3–4 \| \| |              |                                      |                      | Játékvezetők: Jozef Kubuš Timothy Mayer Vonalbírók: Fraser McIntyre Alexander Otmakhov |
| 35 perc | Büntetések   | 16 perc                              |                      | Játékvezetők: Jozef Kubuš Timothy Mayer Vonalbírók: Fraser McIntyre Alexander Otmakhov |
| 31 | Lövések      | 15                                   |                      | Játékvezetők: Jozef Kubuš Timothy Mayer Vonalbírók: Fraser McIntyre Alexander Otmakhov |
| | 0–1          | 14:43 – Macek (Kahun) (PP2)          |                      | Játékvezetők: Jozef Kubuš Timothy Mayer Vonalbírók: Fraser McIntyre Alexander Otmakhov |
| | 0–2          | 23:21 – Plachta (Hager)              |                      | Játékvezetők: Jozef Kubuš Timothy Mayer Vonalbírók: Fraser McIntyre Alexander Otmakhov |
| | 0–3          | 26:49 – Mauer (Goc, Wolf)            |                      | Játékvezetők: Jozef Kubuš Timothy Mayer Vonalbírók: Fraser McIntyre Alexander Otmakhov |
| Brulé (Lee, Noreau) (PP) – 28:17 | 1–3          |                                      |                      |                                                                                        |
| | 1–4          | 32:31 – Hager (Plachta, Schütz) (PP) |                      |                                                                                        |
| Robinson (Thomas, Raymond) – 42:42 | 2–4          |                                      |                      |                                                                                        |
| Roy (Lee, Noreau) (PP) – 49:42 | 3–4          |                                      |                      |                                                                                        |

Bronzmérkőzés
| 2018. február 24. 21:10 (13:10) | Csehország (CZE) | 4–6 (1–3, 0–0, 3–3) | Kanada (CAN) | Gangneung Hockey Center, Phjongcshang Nézőszám: 4807 |

| Jegyzőkönyv | Jegyzőkönyv    | Jegyzőkönyv                              | Jegyzőkönyv  | Jegyzőkönyv                                                                                  |
| --- | -------------- | ---------------------------------------- | ------------ | -------------------------------------------------------------------------------------------- |
| | Pavel Francouz | Kapusok                                  | Kevin Poulin | Játékvezetők: Timothy Mayer Konstantin Olenin Vonalbírók: Fraser McIntyre Alexander Otmakhov |
| \| \| 0–1 \| 08:57 – Ebbett (Robinson, Gragnani) (PP) \| \| Růžička (Červenka) – 09:13 \| 1–1 \| \| \| \| 1–2 \| 09:28 – Kelly (Goloubef, Klinkhammer) \| \| \| 1–3 \| 15:57 – Roy (Kozun, Bourque) \| \| \| 1–4 \| 45:50 – Ebbett (Kozun, Goloubef) \| \| Kovář (Horák, Řepík) (EA) – 46:36 \| 2–4 \| \| \| \| 2–5 \| 49:37 – Kelly (Klinkhammer) \| \| \| 2–6 \| 55:23 – Wolski (Howden) \| \| Červenka (Nakládal, Mertl) – 56:26 \| 3–6 \| \| \| Červenka (Horák, Mozík) (PP, EA) – 57:55 \| 4–6 \| \| |                |                                          |              | Játékvezetők: Timothy Mayer Konstantin Olenin Vonalbírók: Fraser McIntyre Alexander Otmakhov |
| 4 perc | Büntetések     | 6 perc                                   |              | Játékvezetők: Timothy Mayer Konstantin Olenin Vonalbírók: Fraser McIntyre Alexander Otmakhov |
| 34 | Lövések        | 26                                       |              | Játékvezetők: Timothy Mayer Konstantin Olenin Vonalbírók: Fraser McIntyre Alexander Otmakhov |
| | 0–1            | 08:57 – Ebbett (Robinson, Gragnani) (PP) |              | Játékvezetők: Timothy Mayer Konstantin Olenin Vonalbírók: Fraser McIntyre Alexander Otmakhov |
| Růžička (Červenka) – 09:13 | 1–1            |                                          |              | Játékvezetők: Timothy Mayer Konstantin Olenin Vonalbírók: Fraser McIntyre Alexander Otmakhov |
| | 1–2            | 09:28 – Kelly (Goloubef, Klinkhammer)    |              | Játékvezetők: Timothy Mayer Konstantin Olenin Vonalbírók: Fraser McIntyre Alexander Otmakhov |
| | 1–3            | 15:57 – Roy (Kozun, Bourque)             |              |                                                                                              |
| | 1–4            | 45:50 – Ebbett (Kozun, Goloubef)         |              |                                                                                              |
| Kovář (Horák, Řepík) (EA) – 46:36 | 2–4            |                                          |              |                                                                                              |
| | 2–5            | 49:37 – Kelly (Klinkhammer)              |              |                                                                                              |
| | 2–6            | 55:23 – Wolski (Howden)                  |              |                                                                                              |
| Červenka (Nakládal, Mertl) – 56:26 | 3–6            |                                          |              |                                                                                              |
| Červenka (Horák, Mozík) (PP, EA) – 57:55 | 4–6            |                                          |              |                                                                                              |

| Csapat       | Helyezés |
| ------------ | -------- |
| Kanada (CAN) |          |

### Női
- Szövetségi kapitány:  Laura Schuler
- Segédedzők:  Dwayne Gylywoychuk,  Troy Ryan

| Kanadai nemzeti női jégkorongcsapat-játékoskeret | Kanadai nemzeti női jégkorongcsapat-játékoskeret | Kanadai nemzeti női jégkorongcsapat-játékoskeret | Kanadai nemzeti női jégkorongcsapat-játékoskeret | Kanadai nemzeti női jégkorongcsapat-játékoskeret | Kanadai nemzeti női jégkorongcsapat-játékoskeret | Kanadai nemzeti női jégkorongcsapat-játékoskeret | Kanadai nemzeti női jégkorongcsapat-játékoskeret |
| #                                                | Poszt                                            | Név                                              | Magasság                                         | Súly                                             | Születési idő                                    | Születési hely                                   | Klub 2017–18-ban                                 |
| ------------------------------------------------ | ------------------------------------------------ | ------------------------------------------------ | ------------------------------------------------ | ------------------------------------------------ | ------------------------------------------------ | ------------------------------------------------ | ------------------------------------------------ |
| 1                                                | G                                                | Shannon Szabados                                 | 5 ft 8 in (1,73 m)                               | 141 lb (64 kg)                                   | 1986. augusztus 6.                               | Edmonton                                         | Nemzeti női válogatott                           |
| 2                                                | F                                                | Meghan Agosta – A                                | 5 ft 7 in (1,70 m)                               | 148 lb (67 kg)                                   | 1987. február 12.                                | Windsor                                          | Nemzeti női válogatott                           |
| 3                                                | D                                                | Jocelyne Larocque – A                            | 5 ft 6 in (1,68 m)                               | 146 lb (66 kg)                                   | 1988. május 19.                                  | Ste. Anne                                        | Markham Thunder (CWHL)                           |
| 4                                                | D                                                | Brigette Lacquette                               | 5 ft 6 in (1,68 m)                               | 181 lb (82 kg)                                   | 1992. november 10.                               | Dauphin                                          | Calgary Inferno (CWHL)                           |
| 5                                                | D                                                | Lauriane Rougeau                                 | 5 ft 8 in (1,73 m)                               | 168 lb (76 kg)                                   | 1990. április 12.                                | Pointe-Claire                                    | Les Canadiennes (CWHL)                           |
| 6                                                | F                                                | Rebecca Johnston                                 | 5 ft 9 in (1,75 m)                               | 148 lb (67 kg)                                   | 1989. szeptember 24.                             | Sudbury                                          | Calgary Inferno (CWHL)                           |
| 7                                                | F                                                | Laura Stacey                                     | 5 ft 10 in (1,78 m)                              | 157 lb (71 kg)                                   | 1994. május 5.                                   | Mississauga                                      | Markham Thunder (CWHL)                           |
| 8                                                | D                                                | Laura Fortino                                    | 5 ft 4 in (1,63 m)                               | 137 lb (62 kg)                                   | 1991. január 30.                                 | Hamilton                                         | Markham Thunder (CWHL)                           |
| 9                                                | F                                                | Jenn Wakefield                                   | 5 ft 10 in (1,78 m)                              | 176 lb (80 kg)                                   | 1989. június 15.                                 | Scarborough                                      | Nemzeti női válogatott                           |
| 11                                               | F                                                | Jillian Saulnier                                 | 5 ft 5 in (1,65 m)                               | 146 lb (66 kg)                                   | 1992. március 7.                                 | Halifax                                          | Calgary Inferno (CWHL)                           |
| 12                                               | D                                                | Meaghan Mikkelson                                | 5 ft 9 in (1,75 m)                               | 150 lb (68 kg)                                   | 1985. január 4.                                  | Regina                                           | Calgary Inferno (CWHL)                           |
| 14                                               | D                                                | Renata Fast                                      | 5 ft 6 in (1,68 m)                               | 143 lb (65 kg)                                   | 1994. október 6.                                 | Hamilton                                         | Toronto Furies (CWHL)                            |
| 15                                               | F                                                | Mélodie Daoust                                   | 5 ft 4 in (1,63 m)                               | 157 lb (71 kg)                                   | 1992. január 7.                                  | Valleyfield, Quebec                              | Les Canadiennes (CWHL)                           |
| 17                                               | F                                                | Bailey Bram                                      | 5 ft 8 in (1,73 m)                               | 139 lb (63 kg)                                   | 1990. szeptember 5.                              | Winnipeg                                         | Calgary Inferno (CWHL)                           |
| 19                                               | F                                                | Brianne Jenner – A                               | 5 ft 9 in (1,75 m)                               | 157 lb (71 kg)                                   | 1991. május 4.                                   | Oakville                                         | Calgary Inferno (CWHL)                           |
| 20                                               | F                                                | Sarah Nurse                                      | 5 ft 9 in (1,75 m)                               | 148 lb (67 kg)                                   | 1995. január 4.                                  | Hamilton                                         | University of Wisconsin (WCHA)                   |
| 21                                               | F                                                | Haley Irwin                                      | 5 ft 7 in (1,70 m)                               | 170 lb (77 kg)                                   | 1988. június 6.                                  | Thunder Bay                                      | Calgary Inferno (CWHL)                           |
| 24                                               | F                                                | Natalie Spooner                                  | 5 ft 10 in (1,78 m)                              | 181 lb (82 kg)                                   | 1990. október 17.                                | Scarborough                                      | Toronto Furies (CWHL)                            |
| 26                                               | F                                                | Emily Clark                                      | 5 ft 7 in (1,70 m)                               | 134 lb (61 kg)                                   | 1995. november 28.                               | Saskatoon                                        | University of Wisconsin (WCHA)                   |
| 29                                               | F                                                | Marie-Philip Poulin – C                          | 5 ft 7 in (1,70 m)                               | 161 lb (73 kg)                                   | 1991. március 28.                                | Quebec                                           | Les Canadiennes (CWHL)                           |
| 31                                               | G                                                | Geneviève Lacasse                                | 5 ft 8 in (1,73 m)                               | 152 lb (69 kg)                                   | 1989. május 5.                                   | Montréal                                         | Calgary Inferno (CWHL)                           |
| 35                                               | G                                                | Ann-Renée Desbiens                               | 5 ft 9 in (1,75 m)                               | 161 lb (73 kg)                                   | 1994. április 10.                                | La Malbaie                                       | Nemzeti női válogatott                           |
| 40                                               | F                                                | Blayre Turnbull                                  | 5 ft 7 in (1,70 m)                               | 159 lb (72 kg)                                   | 1993. július 15.                                 | New Glasgow                                      | Calgary Inferno (CWHL)                           |

Csoportkör
A csoport
| Hely. | Csapat                 | M | Gy | HGy | HV | V | G+ | G– | Gk  | P | Továbbjutás                  |
| ----- | ---------------------- | - | -- | --- | -- | - | -- | -- | --- | - | ---------------------------- |
| 1.    | Kanada                 | 3 | 3  | 0   | 0  | 0 | 11 | 2  | +9  | 9 | Továbbjutott az elődöntőbe   |
| 2.    | Egyesült Államok       | 3 | 2  | 0   | 0  | 1 | 9  | 3  | +6  | 6 | Továbbjutott az elődöntőbe   |
| 3.    | Finnország             | 3 | 1  | 0   | 0  | 2 | 7  | 8  | −1  | 3 | Továbbjutott a negyeddöntőbe |
| 4.    | Oroszország versenyzői | 3 | 0  | 0   | 0  | 3 | 1  | 15 | −14 | 0 | Továbbjutott a negyeddöntőbe |

| 2018. február 11. 21:10 (13:10) | Kanada (CAN) | 5–0 (0–0, 3–0, 2–0) | Olimpikonok Oroszországból (OAR) | Kwandong Hockey Center, Phjongcshang Nézőszám: 3912 |

| Jegyzőkönyv | Jegyzőkönyv        | Jegyzőkönyv | Jegyzőkönyv                                | Jegyzőkönyv                                                                              |
| --- | ------------------ | ----------- | ------------------------------------------ | ---------------------------------------------------------------------------------------- |
| | Ann-Renée Desbiens | Kapusok     | Nagyezsda Morozova Nagyezsda Alekszandrova | Játékvezetők: Nikoleta Celárová Katarina Timglas Vonalbírók: Jenni Heikkinen Lisa Linnek |
| \| Johnston (Jenner, Saulnier) – 21:55 \| 1–0 \| \| \| Irwin (Johnston) (PP) – 24:13 \| 2–0 \| \| \| Daoust (Agosta, Poulin) – 35:58 \| 3–0 \| \| \| Johnston (Lacquette, Poulin) (PP2) – 48:41 \| 4–0 \| \| \| Daoust (Poulin) – 50:44 \| 5–0 \| \| |                    |             |                                            | Játékvezetők: Nikoleta Celárová Katarina Timglas Vonalbírók: Jenni Heikkinen Lisa Linnek |
| 4 perc | Büntetések         | 14 perc     |                                            | Játékvezetők: Nikoleta Celárová Katarina Timglas Vonalbírók: Jenni Heikkinen Lisa Linnek |
| 48 | Lövések            | 18          |                                            | Játékvezetők: Nikoleta Celárová Katarina Timglas Vonalbírók: Jenni Heikkinen Lisa Linnek |
| Johnston (Jenner, Saulnier) – 21:55 | 1–0                |             |                                            | Játékvezetők: Nikoleta Celárová Katarina Timglas Vonalbírók: Jenni Heikkinen Lisa Linnek |
| Irwin (Johnston) (PP) – 24:13 | 2–0                |             |                                            | Játékvezetők: Nikoleta Celárová Katarina Timglas Vonalbírók: Jenni Heikkinen Lisa Linnek |
| Daoust (Agosta, Poulin) – 35:58 | 3–0                |             |                                            | Játékvezetők: Nikoleta Celárová Katarina Timglas Vonalbírók: Jenni Heikkinen Lisa Linnek |
| Johnston (Lacquette, Poulin) (PP2) – 48:41 | 4–0                |             |                                            |                                                                                          |
| Daoust (Poulin) – 50:44 | 5–0                |             |                                            |                                                                                          |

| 2018. február 13. 16:40 (8:40) | Kanada (CAN) | 4–1 (2–0, 2–0, 0–1) | Finnország (FIN) | Kwandong Hockey Center, Phjongcshang Nézőszám: 3879 |

| Jegyzőkönyv | Jegyzőkönyv      | Jegyzőkönyv                       | Jegyzőkönyv | Jegyzőkönyv                                                                             |
| --- | ---------------- | --------------------------------- | ----------- | --------------------------------------------------------------------------------------- |
| | Shannon Szabados | Kapusok                           | Noora Räty  | Játékvezetők: Dina Allena Melissa Szkola Vonalbírók: Veronica Johansson Jessica Leclerc |
| \| Agosta (Daoust) – 00:35 \| 1–0 \| \| \| Poulin – 17:11 \| 2–0 \| \| \| Daoust (Fortino, Agosta) – 28:19 \| 3–0 \| \| \| Saulnier (Johnston) – 38:26 \| 4–0 \| \| \| \| 4–1 \| 47:17 – Välilä (Tapani, Karvinen) \| |                  |                                   |             | Játékvezetők: Dina Allena Melissa Szkola Vonalbírók: Veronica Johansson Jessica Leclerc |
| 8 perc | Büntetések       | 10 perc                           |             | Játékvezetők: Dina Allena Melissa Szkola Vonalbírók: Veronica Johansson Jessica Leclerc |
| 32 | Lövések          | 23                                |             | Játékvezetők: Dina Allena Melissa Szkola Vonalbírók: Veronica Johansson Jessica Leclerc |
| Agosta (Daoust) – 00:35 | 1–0              |                                   |             | Játékvezetők: Dina Allena Melissa Szkola Vonalbírók: Veronica Johansson Jessica Leclerc |
| Poulin – 17:11 | 2–0              |                                   |             | Játékvezetők: Dina Allena Melissa Szkola Vonalbírók: Veronica Johansson Jessica Leclerc |
| Daoust (Fortino, Agosta) – 28:19 | 3–0              |                                   |             | Játékvezetők: Dina Allena Melissa Szkola Vonalbírók: Veronica Johansson Jessica Leclerc |
| Saulnier (Johnston) – 38:26 | 4–0              |                                   |             |                                                                                         |
| | 4–1              | 47:17 – Välilä (Tapani, Karvinen) |             |                                                                                         |

| 2018. február 15. 12:10 (4:10) | Egyesült Államok (USA) | 1–2 (0–0, 0–2, 1–0) | Kanada (CAN) | Kwandong Hockey Center, Phjongcshang Nézőszám: 3885 |

| Jegyzőkönyv | Jegyzőkönyv   | Jegyzőkönyv                           | Jegyzőkönyv       | Jegyzőkönyv                                                                             |
| --- | ------------- | ------------------------------------- | ----------------- | --------------------------------------------------------------------------------------- |
| | Maddie Rooney | Kapusok                               | Geneviève Lacasse | Játékvezetők: Aina Hove Katarina Timglas Vonalbírók: Jenni Heikkinen Veronica Johansson |
| \| \| 0–1 \| 27:18 – Agosta (Spooner, Jenner) (PP) \| \| \| 0–2 \| 34:56 – Nurse (Larocque) \| \| Coyne (Decker) – 40:23 \| 1–2 \| \| |               |                                       |                   | Játékvezetők: Aina Hove Katarina Timglas Vonalbírók: Jenni Heikkinen Veronica Johansson |
| 12 perc | Büntetések    | 8 perc                                |                   | Játékvezetők: Aina Hove Katarina Timglas Vonalbírók: Jenni Heikkinen Veronica Johansson |
| 45 | Lövések       | 23                                    |                   | Játékvezetők: Aina Hove Katarina Timglas Vonalbírók: Jenni Heikkinen Veronica Johansson |
| | 0–1           | 27:18 – Agosta (Spooner, Jenner) (PP) |                   | Játékvezetők: Aina Hove Katarina Timglas Vonalbírók: Jenni Heikkinen Veronica Johansson |
| | 0–2           | 34:56 – Nurse (Larocque)              |                   | Játékvezetők: Aina Hove Katarina Timglas Vonalbírók: Jenni Heikkinen Veronica Johansson |
| Coyne (Decker) – 40:23 | 1–2           |                                       |                   | Játékvezetők: Aina Hove Katarina Timglas Vonalbírók: Jenni Heikkinen Veronica Johansson |

Elődöntő
| 2018. február 19. 21:10 (13:10) | Kanada (CAN) | 5–0 (1–0, 1–0, 3–0) | Olimpikonok Oroszországból (OAR) | Kwandong Hockey Center, Phjongcshang Nézőszám: 3396 |

| Jegyzőkönyv | Jegyzőkönyv      | Jegyzőkönyv | Jegyzőkönyv                                 | Jegyzőkönyv                                                                        |
| --- | ---------------- | ----------- | ------------------------------------------- | ---------------------------------------------------------------------------------- |
| | Shannon Szabados | Kapusok     | Valerija Tarakanova Nagyezsda Alekszandrova | Játékvezetők: Katie Guay Melissa Szkola Vonalbírók: Lisa Linnek Johanna Tauriainen |
| \| Wakefield (Spooner, Turnbull) – 01:50 \| 1–0 \| \| \| Poulin (Daoust) – 23:10 \| 2–0 \| \| \| Wakefield (Fortino, Turnbull) – 41:59 \| 3–0 \| \| \| Clark (Stacey, Mikkelson) – 42:30 \| 4–0 \| \| \| Johnston (Daoust, Irwin) (PP) – 54:08 \| 5–0 \| \| |                  |             |                                             | Játékvezetők: Katie Guay Melissa Szkola Vonalbírók: Lisa Linnek Johanna Tauriainen |
| 4 perc | Büntetések       | 16 perc     |                                             | Játékvezetők: Katie Guay Melissa Szkola Vonalbírók: Lisa Linnek Johanna Tauriainen |
| 47 | Lövések          | 14          |                                             | Játékvezetők: Katie Guay Melissa Szkola Vonalbírók: Lisa Linnek Johanna Tauriainen |
| Wakefield (Spooner, Turnbull) – 01:50 | 1–0              |             |                                             | Játékvezetők: Katie Guay Melissa Szkola Vonalbírók: Lisa Linnek Johanna Tauriainen |
| Poulin (Daoust) – 23:10 | 2–0              |             |                                             | Játékvezetők: Katie Guay Melissa Szkola Vonalbírók: Lisa Linnek Johanna Tauriainen |
| Wakefield (Fortino, Turnbull) – 41:59 | 3–0              |             |                                             | Játékvezetők: Katie Guay Melissa Szkola Vonalbírók: Lisa Linnek Johanna Tauriainen |
| Clark (Stacey, Mikkelson) – 42:30 | 4–0              |             |                                             |                                                                                    |
| Johnston (Daoust, Irwin) (PP) – 54:08 | 5–0              |             |                                             |                                                                                    |

Döntő
| 2018. február 22. 13:10 (5:10) | Kanada (CAN) | 2–3 (sz.) (0–1, 2–0, 0–1) (h.u.:: 0–0) (sz.: 0–1) | Egyesült Államok (USA) | Gangneung Hockey Centre, Phjongcshang Nézőszám: 4467 |

| Jegyzőkönyv | Jegyzőkönyv      | Jegyzőkönyv                                            | Jegyzőkönyv   | Jegyzőkönyv                                                                               |
| --- | ---------------- | ------------------------------------------------------ | ------------- | ----------------------------------------------------------------------------------------- |
| | Shannon Szabados | Kapusok                                                | Maddie Rooney | Játékvezetők: Nicole Hertrich Katarina Timglas Vonalbírók: Lisa Linnek Johanna Tauriainen |
| \| \| 0–1 \| 19:34 – Knight (Morin, Decker) (PP) \| \| Irwin (Turnbull) – 22:00 \| 1–1 \| \| \| Poulin (Agosta, Daoust) – 26:55 \| 2–1 \| \| \| \| 2–2 \| 53:39 – Lamoureux-Morando (Pannek) \| |                  |                                                        |               | Játékvezetők: Nicole Hertrich Katarina Timglas Vonalbírók: Lisa Linnek Johanna Tauriainen |
| Spooner Agosta Poulin Daoust Jenner Agosta | Szétlövés        | Marvin Brandt Pfalzer Kessel Knight Lamoureux-Davidson |               | Játékvezetők: Nicole Hertrich Katarina Timglas Vonalbírók: Lisa Linnek Johanna Tauriainen |
| 12 perc | Büntetések       | 6 perc                                                 |               | Játékvezetők: Nicole Hertrich Katarina Timglas Vonalbírók: Lisa Linnek Johanna Tauriainen |
| 31 | Lövések          | 42                                                     |               | Játékvezetők: Nicole Hertrich Katarina Timglas Vonalbírók: Lisa Linnek Johanna Tauriainen |
| | 0–1              | 19:34 – Knight (Morin, Decker) (PP)                    |               | Játékvezetők: Nicole Hertrich Katarina Timglas Vonalbírók: Lisa Linnek Johanna Tauriainen |
| Irwin (Turnbull) – 22:00 | 1–1              |                                                        |               | Játékvezetők: Nicole Hertrich Katarina Timglas Vonalbírók: Lisa Linnek Johanna Tauriainen |
| Poulin (Agosta, Daoust) – 26:55 | 2–1              |                                                        |               |                                                                                           |
| | 2–2              | 53:39 – Lamoureux-Morando (Pannek)                     |               |                                                                                           |

| Csapat       | Helyezés |
| ------------ | -------- |
| Kanada (CAN) |          |

## Műkorcsolya
| Versenyző                             | Versenyszám  | Rövid program | Rövid program | Kűr     | Kűr     | Összesítés | Összesítés |
| Versenyző                             | Versenyszám  | Pont          | Hely.         | Pont    | Hely.   | Pont       | Helyezés   |
| ------------------------------------- | ------------ | ------------- | ------------- | ------- | ------- | ---------- | ---------- |
| Patrick Chan                          | Férfi egyéni | 90,01         | 6.            | 173,42  | 8.      | 263,43     | 9.         |
| Keegan Messing                        | Férfi egyéni | 85,11         | 10.           | 170,32  | 12.     | 255,43     | 12.        |
| Larkyn Austman                        | Női egyéni   | 51,42         | 25.           | kiesett | kiesett | kiesett    | kiesett    |
| Gabrielle Daleman                     | Női egyéni   | 68,90         | 7.            | 103,56  | 19.     | 172,46     | 15.        |
| Kaetlyn Osmond                        | Női egyéni   | 78,87         | 3.            | 152,15  | 3.      | 231,02     |            |
| Meagan Duhamel Eric Radford           | Páros        | 76,82         | 3.            | 158,31  | 2.      | 230,15     |            |
| Kirsten Moore-Towers Michael Marinaro | Páros        | 65,68         | 13.           | 132,43  | 9.      | 198,11     | 11.        |
| Julianne Séguin Charlie Bilodeau      | Páros        | 67,52         | 12.           | 136,50  | 8.      | 204,02     | 9.         |
| Piper Gilles Paul Poirier             | Jégtánc      | 69,60         | 9.            | 107,31  | 8.      | 176,91     | 8.         |
| Tessa Virtue Scott Moir               | Jégtánc      | 83,67         | 1.            | 122,40  | 2.      | 206,07     |            |
| Kaitlyn Weaver Andrew Poje            | Jégtánc      | 74,33         | 8.            | 107,65  | 7.      | 181,98     | 7.         |

Csapat
| Versenyző | Versenyszám   | Rövid program    | Rövid program    | Rövid program    | Rövid program    | Rövid program | Rövid program | Kűr              | Kűr              | Kűr              | Kűr              | Kűr        | Kűr        |
| Versenyző | Versenyszám   | Férfi            | Női              | Páros            | Jégtánc          | Összesítés    | Összesítés    | Férfi            | Női              | Páros            | Jégtánc          | Összesítés | Összesítés |
| Versenyző | Versenyszám   | Pont Csapat pont | Pont Csapat pont | Pont Csapat pont | Pont Csapat pont | Pont          | Hely.         | Pont Csapat pont | Pont Csapat pont | Pont Csapat pont | Pont Csapat pont | Pont       | Helyezés   |
| --- | ------------- | ---------------- | ---------------- | ---------------- | ---------------- | ------------- | ------------- | ---------------- | ---------------- | ---------------- | ---------------- | ---------- | ---------- |
| Patrick Chan (F) Kaetlyn Osmond (N) (RP) Gabrielle Daleman (N) (K) Meagan Duhamel / Eric Radford (P) Tessa Virtue / Scott Moir (J) | Csapatverseny | 81,66 8          | 71,38 8          | 76,57 9          | 80,51 10         | 35            | 1.            | 179,75 10        | 137,14 8         | 148,51 10        | 118,10 10        | 73         |            |

## Rövidpályás gyorskorcsolya
Férfi
| Versenyző                                                                   | Versenyszám  | Előfutam | Előfutam | Negyeddöntő | Negyeddöntő | Elődöntő | Elődöntő | B döntő  | B döntő | Döntő    | Döntő    | Helyezés |
| Versenyző                                                                   | Versenyszám  | Idő      | Hely.    | Idő         | Hely.       | Idő      | Hely.    | Idő      | Hely.   | Idő      | Hely.    | Helyezés |
| --------------------------------------------------------------------------- | ------------ | -------- | -------- | ----------- | ----------- | -------- | -------- | -------- | ------- | -------- | -------- | -------- |
| Charle Cournoyer                                                            | 1000 m       | 1:24,051 | 3.       | kiesett     | kiesett     | kiesett  | kiesett  | kiesett  | kiesett | kiesett  | kiesett  | 20.      |
| Pascal Dion                                                                 | 1500 m       | 2:16,856 | 5. ADV   |             |             | 2:12,640 | 3.       | 2:26,412 | 3.      |          |          | 10.      |
| Samuel Girard                                                               | 500 m        | 40,493   | 1.       | 40,477      | 1.          | 40,185   | 2.       |          |         | 39,987   | 4.       | 4.       |
| Samuel Girard                                                               | 1000 m       | 1:23,894 | 1.       | 1:24,289    | 1.          | 1:25,102 | 4. ADV   |          |         | 1:24,650 | 1.       |          |
| Samuel Girard                                                               | 1500 m       | 2:12,923 | 2.       |             |             | —        | 6. ADV   |          |         | 2:11,176 | 4.       | 4.       |
| Charles Hamelin                                                             | 500 m        | kizárták | kizárták | kiesett     | kiesett     | kiesett  | kiesett  | kiesett  | kiesett | kiesett  | kiesett  | –        |
| Charles Hamelin                                                             | 1000 m       | 1:23,407 | 1.       | 1:24,015    | 2.          | kizárták | kizárták | kiesett  | kiesett | kiesett  | kiesett  | 9.       |
| Charles Hamelin                                                             | 1500 m       | 2:12,130 | 1.       |             |             | 2:11,124 | 1.       |          |         | kizárták | kizárták | 13.      |
| Charle Cournoyer Pascal Dion Samuel Girard Charles Hamelin François Hamelin | 5000 m váltó |          |          |             |             | 6:41,042 | 2.       |          |         | 6:32,282 | 3.       |          |

Női
| Versenyző                                                                       | Versenyszám  | Előfutam | Előfutam | Negyeddöntő | Negyeddöntő | Elődöntő | Elődöntő | B döntő | B döntő | Döntő    | Döntő    | Helyezés |
| Versenyző                                                                       | Versenyszám  | Idő      | Hely.    | Idő         | Hely.       | Idő      | Hely.    | Idő     | Hely.   | Idő      | Hely.    | Helyezés |
| ------------------------------------------------------------------------------- | ------------ | -------- | -------- | ----------- | ----------- | -------- | -------- | ------- | ------- | -------- | -------- | -------- |
| Kim Boutin                                                                      | 500 m        | 43,634   | 1.       | 42,789      | 2.          | 43,234   | 3. ADV   |         |         | 43,881   | 3.       |          |
| Kim Boutin                                                                      | 1000 m       | 1:32,402 | 1.       | 1:30,013    | 1.          | 1:29,065 | 1.       |         |         | 1:29,956 | 2.       |          |
| Kim Boutin                                                                      | 1500 m       | 2:21,149 | 2.       |             |             | 2:22,799 | 2.       |         |         | 2:25,834 | 3.       |          |
| Jamie Macdonald                                                                 | 500 m        | kizárták | kizárták | kiesett     | kiesett     | kiesett  | kiesett  | kiesett | kiesett | kiesett  | kiesett  | –        |
| Valérie Maltais                                                                 | 1000 m       | 1:30,773 | 2.       | 1:30,131    | 2.          | kizárták | kizárták | kiesett | kiesett | kiesett  | kiesett  | 7.       |
| Valérie Maltais                                                                 | 1500 m       | 2:29,877 | 3.       |             |             | kizárták | kizárták | kiesett | kiesett | kiesett  | kiesett  | 19.      |
| Marianne St-Gelais                                                              | 500 m        | 43,437   | 1.       | kizárták    | kizárták    | kiesett  | kiesett  | kiesett | kiesett | kiesett  | kiesett  | 16.      |
| Marianne St-Gelais                                                              | 1000 m       | 1:30,512 | 2.       | 1:30,180    | 3.          | kiesett  | kiesett  | kiesett | kiesett | kiesett  | kiesett  | 11.      |
| Marianne St-Gelais                                                              | 1500 m       | 2:31,274 | 2.       |             |             | kizárták | kizárták | kiesett | kiesett | kiesett  | kiesett  | 18.      |
| Kim Boutin Kasandra Bradette Jamie Macdonald Valérie Maltais Marianne St-Gelais | 3000 m váltó |          |          |             |             | 4:07,627 | 2.       |         |         | kizárták | kizárták | 8.       |

## Síakrobatika
Ugrás
| Versenyző        | Versenyszám | Selejtező  | Selejtező  | Selejtező  | Selejtező  | Döntő      | Döntő      | Döntő      | Döntő      | Döntő      | Helyezés |
| Versenyző        | Versenyszám | 1. forduló | 1. forduló | 2. forduló | 2. forduló | 1. forduló | 1. forduló | 2. forduló | 2. forduló | 3. forduló | Helyezés |
| Versenyző        | Versenyszám | Pont       | Hely.      | Pont       | Hely.      | Pont       | Hely.      | Pont       | Hely.      | Pont       | Helyezés |
| ---------------- | ----------- | ---------- | ---------- | ---------- | ---------- | ---------- | ---------- | ---------- | ---------- | ---------- | -------- |
| Lewis Irving     | Férfi       | 87,17      | 21.        | 78,73      | 18.        | kiesett    | kiesett    | kiesett    | kiesett    | kiesett    | 24.      |
| Olivier Rochon   | Férfi       | 124,34     | 6.         | kiemelt    | kiemelt    | 125,67     | 4.         | 128,05     | 2.         | 98,11      | 5.       |
| Catrine Lavallée | Női         | 73,08      | 16.        | 71,34      | 13.        | kiesett    | kiesett    | kiesett    | kiesett    | kiesett    | 19.      |

Félcső
| Versenyző           | Versenyszám | Selejtező | Selejtező | Selejtező     | Selejtező | Döntő    | Döntő    | Döntő    | Döntő         | Döntő    |
| Versenyző           | Versenyszám | 1. futam  | 2. futam  | Jobb eredmény | Hely.     | 1. futam | 2. futam | 3. futam | Jobb eredmény | Helyezés |
| ------------------- | ----------- | --------- | --------- | ------------- | --------- | -------- | -------- | -------- | ------------- | -------- |
| Simon d’Artois      | Férfi       | 66,60     | 40,40     | 66,60         | 13.       | kiesett  | kiesett  | kiesett  | kiesett       | 13.      |
| Noah Bowman         | Férfi       | 43,00     | 77,20     | 77,20         | 9.        | 89,40    | 19,20    | 11,20    | 89,40         | 5.       |
| Mike Riddle         | Férfi       | 6,40      | 82,20     | 82,20         | 7.        | 85,40    | 26,00    | 27,40    | 85,40         | 6.       |
| Rosalind Groenewoud | Női         | 73,20     | 72,80     | 73,20         | 11.       | 70,60    | 67,80    | 66,60    | 70,60         | 10.      |
| Cassie Sharpe       | Női         | 93,00     | 93,40     | 93,40         | 1.        | 94,40    | 95,80    | 42,00    | 95,80         |          |

Mogul
| Versenyző               | Versenyszám | Selejtező | Selejtező | Selejtező | Selejtező | Selejtező | Selejtező | Selejtező | Selejtező | Döntő         | Döntő         | Döntő         | Döntő         | Döntő    | Döntő    | Döntő    | Döntő    | Döntő         | Döntő         | Döntő         | Helyezés |
| Versenyző               | Versenyszám | 1. futam  | 1. futam  | 1. futam  | 1. futam  | 2. futam  | 2. futam  | 2. futam  | 2. futam  | 1. futam      | 1. futam      | 1. futam      | 1. futam      | 2. futam | 2. futam | 2. futam | 2. futam | 3. futam      | 3. futam      | 3. futam      | Helyezés |
| Versenyző               | Versenyszám | Idő       | Pont      | Össz.     | Hely.     | Idő       | Pont      | Össz.     | Hely.     | Idő           | Pont          | Össz.         | Hely.         | Idő      | Pont     | Össz.    | Hely.    | Idő           | Pont          | Össz.         | Helyezés |
| ----------------------- | ----------- | --------- | --------- | --------- | --------- | --------- | --------- | --------- | --------- | ------------- | ------------- | ------------- | ------------- | -------- | -------- | -------- | -------- | ------------- | ------------- | ------------- | -------- |
| Marc-Antoine Gagnon     | Férfi       | 26,04     | 13,66     | 76,32     | 11.       | 25,40     | 14,51     | 75,88     | 5.        | 25,37         | 14,54         | 78,38         | 9.            | 25,53    | 14,33    | 77,40    | 6.       | 25,30         | 14,64         | 77,02         | 4.       |
| Mikaël Kingsbury        | Férfi       | 23,87     | 16,52     | 86,07     | 1.        | kiemelt   | kiemelt   | kiemelt   | kiemelt   | 24,88         | 15,19         | 81,27         | 4.            | 25,10    | 14,90    | 82,19    | 2.       | 24,83         | 15,26         | 86,63         |          |
| Philippe Marquis        | Férfi       | 26,12     | 13,56     | 77,77     | 8.        | kiemelt   | kiemelt   | kiemelt   | kiemelt   | nem ért célba | nem ért célba | nem ért célba | nem ért célba | kiesett  | kiesett  | kiesett  | kiesett  | kiesett       | kiesett       | kiesett       | 20.      |
| Chloé Dufour-Lapointe   | Női         | 30,01     | 14,18     | 69,53     | 13.       | 29,45     | 14,81     | 68,48     | 8.        | 30,39         | 13,75         | 70,98         | 17.           | kiesett  | kiesett  | kiesett  | kiesett  | kiesett       | kiesett       | kiesett       | 17.      |
| Justine Dufour-Lapointe | Női         | 29,26     | 15,03     | 77,66     | 4.        | kiemelt   | kiemelt   | kiemelt   | kiemelt   | 29,70         | 14,53         | 79,50         | 1.            | 29,70    | 14,53    | 77,48    | 4.       | 29,54         | 14,71         | 78,56         |          |
| Andi Naude              | Női         | 29,10     | 15,21     | 79,60     | 2.        | kiemelt   | kiemelt   | kiemelt   | kiemelt   | 29,06         | 15,25         | 73,99         | 10.           | 28,98    | 15,34    | 78,78    | 1.       | nem ért célba | nem ért célba | nem ért célba | 6.       |
| Audrey Robichaud        | Női         | 32,32     | 11,58     | 72,48     | 10.       | kiemelt   | kiemelt   | kiemelt   | kiemelt   | 32,00         | 11,94         | 74,27         | 8.            | 32,47    | 15,28    | 74,89    | 9.       | kiesett       | kiesett       | kiesett       | 9.       |

Krossz
| Versenyző             | Versenyszám | Selejtező | Selejtező | Nyolcaddöntő  | Negyeddöntő | Elődöntő | Döntő         | Helyezés |
| Versenyző             | Versenyszám | Idő       | Hely.     | Helyezés      | Helyezés    | Helyezés | Helyezés      | Helyezés |
| --------------------- | ----------- | --------- | --------- | ------------- | ----------- | -------- | ------------- | -------- |
| Christopher Del Bosco | Férfi       | 1:48,25   | 31.       | nem ért célba | kiesett     | kiesett  | kiesett       | 31.      |
| Kevin Drury           | Férfi       | 1:09,41   | 3.        | 1.            | 1.          | 1.       | nem ért célba | 4.       |
| David Duncan          | Férfi       | 1:10,51   | 26.       | 1.            | 2.          | 4.       | Kisdöntő 4.   | 8.       |
| Brady Leman           | Férfi       | 1:09,94   | 8.        | 2.            | 1.          | 1.       | 1.            |          |
| Kelsey Serwa          | Női         | 1:13,33   | 2.        | 1.            | 1.          | 2.       | 1.            |          |
| India Sherret         | Női         | 1:15,48   | 11.       | nem ért célba | kiesett     | kiesett  | kiesett       | 18.      |
| Brittany Phelan       | Női         | 1:13,56   | 3.        | 1.            | 1.          | 1.       | 2.            |          |
| Marielle Thompson     | Női         | 1:13,11   | 1.        | 3.            | kiesett     | kiesett  | kiesett       | 17.      |

Slopestyle
| Versenyző              | Versenyszám | Selejtező | Selejtező | Selejtező     | Selejtező | Döntő    | Döntő    | Döntő    | Döntő         | Döntő    |
| Versenyző              | Versenyszám | 1. futam  | 2. futam  | Jobb eredmény | Hely.     | 1. futam | 2. futam | 3. futam | Jobb eredmény | Helyezés |
| ---------------------- | ----------- | --------- | --------- | ------------- | --------- | -------- | -------- | -------- | ------------- | -------- |
| Alex Beaulieu-Marchand | Férfi       | 48,20     | 94,20     | 94,20         | 3.        | 81,60    | 92,40    | 82,40    | 92,40         |          |
| Alex Bellemare         | Férfi       | 64,20     | 26,20     | 64,20         | 22.       | kiesett  | kiesett  | kiesett  | kiesett       | 22.      |
| Teal Harle             | Férfi       | 88,00     | 91,20     | 91,20         | 6.        | 22,80    | 25,60    | 90,00    | 90,00         | 5.       |
| Evan McEachran         | Férfi       | 74,80     | 87,80     | 87,80         | 11.       | 89,40    | 4,40     | 32,60    | 89,40         | 6.       |
| Dara Howell            | Női         | 12,80     | 32,00     | 32,00         | 21.       | kiesett  | kiesett  | kiesett  | kiesett       | 21.      |
| Kim Lamarre            | Női         | 22,80     | 23,60     | 23,60         | 22.       | kiesett  | kiesett  | kiesett  | kiesett       | 22.      |
| Yuki Tsubota           | Női         | 65,40     | 78,20     | 78,20         | 9.        | 74,40    | 26,40    | 40,40    | 74,40         | 6.       |

## Sífutás
Távolsági
Férfi
| Versenyző                                                  | Versenyszám     | Klasszikus | Klasszikus | Szabad     | Szabad     | Összesen   | Összesen   |
| Versenyző                                                  | Versenyszám     | Idő        | Hely.      | Idő        | Hely.      | Idő        | Helyezés   |
| ---------------------------------------------------------- | --------------- | ---------- | ---------- | ---------- | ---------- | ---------- | ---------- |
| Alex Harvey                                                | 15 km           |            |            |            |            | 34:19,4    | 7.         |
| Alex Harvey                                                | 30 km           | 40:31,4    | 4.         | 35:54,7    | 14.        | 1:16:53,4  | 8.         |
| Alex Harvey                                                | 50 km           |            |            |            |            | 2:11:05,7  | 4.         |
| Russell Kennedy                                            | 50 km           |            |            |            |            | 2:25:16,6  | 45.        |
| Knute Johnsgaard                                           | 15 km           |            |            |            |            | 37:48,5    | 65.        |
| Knute Johnsgaard                                           | 30 km           | 45:49,7    | 63.        | lekörözték | lekörözték | lekörözték | lekörözték |
| Devon Kershaw                                              | 15 km           |            |            |            |            | 38:01,5    | 67.        |
| Devon Kershaw                                              | 30 km           | 41:14,8    | 27.        | 38:07,6    | 41.        | 1:19:55,3  | 34.        |
| Devon Kershaw                                              | 50 km           |            |            |            |            | 2:17:49,4  | 24.        |
| Graeme Killick                                             | 15 km           |            |            |            |            | 36:23,3    | 36.        |
| Graeme Killick                                             | 30 km           | 42:29,4    | 42.        | 38:34,5    | 48.        | 1:21:39,6  | 43.        |
| Graeme Killick                                             | 50 km           |            |            |            |            | 2:18:28,8  | 25.        |
| Knute Johnsgaard Russell Kennedy Graeme Killick Len Väljas | 4 × 10 km váltó |            |            |            |            | 1:36:45,9  | 8.         |

Női
| Versenyző                                                       | Versenyszám    | Klasszikus | Klasszikus | Szabad  | Szabad | Összesen      | Összesen      |               |
| Versenyző                                                       | Versenyszám    | Idő        | Hely.      | Idő     | Hely.  | Idő           | Helyezés      |               |
| --------------------------------------------------------------- | -------------- | ---------- | ---------- | ------- | ------ | ------------- | ------------- | ------------- |
| Dahria Beatty                                                   | 10 km          |            |            |         |        | 27:48,9       | 37.           |               |
| Dahria Beatty                                                   | 15 km          | 23:58,9    | 54.        | 21:43,0 | 55.    | 46:17,3       | 52.           |               |
| Cendrine Browne                                                 | 10 km          |            |            |         |        | 28:12,4       | 43.           |               |
| Cendrine Browne                                                 | 15 km          | 23:04,6    | 35.        | 20:24,2 | 24.    | 44:01,9       | 33.           |               |
| Cendrine Browne                                                 | 30 km          |            |            |         |        | 1:41:23,9     | 43.           |               |
| Anne-Marie Comeau                                               | 10 km          |            |            |         |        | 29:11,3       | 62.           |               |
| Anne-Marie Comeau                                               | 15 km          | 23:49,7    | 51.        | 21:16,2 | 46.    | 45:42,8       | 48.           |               |
| Anne-Marie Comeau                                               | 30 km          |            |            |         |        | nem ért célba | nem ért célba | nem ért célba |
| Emily Nishikawa                                                 | 10 km          |            |            |         |        | 27:41,5       | 32.           |               |
| Emily Nishikawa                                                 | 15 km          | 23:36,0    | 44.        | 21:08,4 | 43.    | 45:16,6       | 44.           |               |
| Emily Nishikawa                                                 | 30 km          |            |            |         |        | 1:34:31,7     | 30.           |               |
| Dahria Beatty Cendrine Browne Anne-Marie Comeau Emily Nishikawa | 4 × 5 km váltó |            |            |         |        | 56:14,6       | 13.           |               |

Sprint
| Versenyző                     | Versenyszám         | Selejtező | Selejtező | Negyeddöntő | Negyeddöntő | Elődöntő | Elődöntő | Döntő    | Döntő    |
| Versenyző                     | Versenyszám         | Idő       | Hely.     | Idő         | Hely.       | Idő      | Hely.    | Idő      | Helyezés |
| ----------------------------- | ------------------- | --------- | --------- | ----------- | ----------- | -------- | -------- | -------- | -------- |
| Jesse Cockney                 | Férfi egyéni sprint | 3:18,54   | 34.       | kiesett     | kiesett     | kiesett  | kiesett  | kiesett  | 34.      |
| Alex Harvey                   | Férfi egyéni sprint | 3:17,95   | =31.      | kiesett     | kiesett     | kiesett  | kiesett  | kiesett  | =31.     |
| Russell Kennedy               | Férfi egyéni sprint | 3:23,37   | 51.       | kiesett     | kiesett     | kiesett  | kiesett  | kiesett  | 51.      |
| Len Väljas                    | Férfi egyéni sprint | 3:17,11   | 25.       | 3:10,87     | 3.          | 3:13,91  | 3.       | kiesett  | 7.       |
| Alex Harvey Len Väljas        | Férfi csapatsprint  |           |           |             |             | 16:07,24 | 5.       | 16:31,86 | 8.       |
| Dahria Beatty                 | Női egyéni sprint   | 3:29,77   | 42.       | kiesett     | kiesett     | kiesett  | kiesett  | kiesett  | 42.      |
| Cendrine Browne               | Női egyéni sprint   | 3:34,30   | 51.       | kiesett     | kiesett     | kiesett  | kiesett  | kiesett  | 51.      |
| Emily Nishikawa               | Női egyéni sprint   | 3:26,75   | 34.       | kiesett     | kiesett     | kiesett  | kiesett  | kiesett  | 34.      |
| Dahria Beatty Emily Nishikawa | Női csapatsprint    |           |           |             |             | 17:01,54 | 7.       | kiesett  | 13.      |

## Síugrás
Férfi
| Versenyző             | Versenyszám | Selejtező | Selejtező | Selejtező | 1. ugrás | 1. ugrás | 1. ugrás | 2. ugrás | 2. ugrás | 2. ugrás | Összesítés | Összesítés |
| Versenyző             | Versenyszám | Táv       | Pont      | Hely.     | Táv      | Pont     | Hely.    | Táv      | Pont     | Hely.    | Pont       | Helyezés   |
| --------------------- | ----------- | --------- | --------- | --------- | -------- | -------- | -------- | -------- | -------- | -------- | ---------- | ---------- |
| MacKenzie Boyd-Clowes | Normálsánc  | 98,0      | 114,6     | 23.       | 103,5    | 111,1    | 18.      | 98,5     | 97,0     | 27.      | 208,1      | 26.        |
| MacKenzie Boyd-Clowes | Nagysánc    | 124,5     | 102,4     | 25.       | 127,5    | 117,4    | 23.      | 126,0    | 117,9    | 20.      | 235,3      | 21.        |

Női
| Versenyző      | Versenyszám | Első forduló | Első forduló | Első forduló | Döntő   | Döntő   | Döntő   | Összesítés | Összesítés |
| Versenyző      | Versenyszám | Táv          | Pont         | Hely.        | Táv     | Pont    | Hely.   | Pont       | Helyezés   |
| -------------- | ----------- | ------------ | ------------ | ------------ | ------- | ------- | ------- | ---------- | ---------- |
| Taylor Henrich | Normálsánc  | 78,0         | 86,5         | 32.          | kiesett | kiesett | kiesett | kiesett    | kiesett    |

## Snowboard
Akrobatika
Férfi
| Versenyző         | Versenyszám | Selejtező | Selejtező | Selejtező     | Selejtező | Döntő    | Döntő    | Döntő    | Döntő         | Helyezés |
| Versenyző         | Versenyszám | 1. futam  | 2. futam  | Jobb eredmény | Hely.     | 1. futam | 2. futam | 3. futam | Jobb eredmény | Helyezés |
| ----------------- | ----------- | --------- | --------- | ------------- | --------- | -------- | -------- | -------- | ------------- | -------- |
| Mark McMorris     | Slopestyle  | 83,70     | 86,83     | 86,83         | 2.        | 75,30    | 85,20    | 60,68    | 85,20         |          |
| Mark McMorris     | Big air     | 89,00     | 95,75     | 95,75         | 3.        | 40,50    | –        | 32,00    | 72,50         | 10.      |
| Tyler Nicholson   | Slopestyle  | 17,41     | 79,21     | 79,21         | 5.        | 36,18    | 76,41    | 76,15    | 76,41         | 7.       |
| Tyler Nicholson   | Big air     | 87,25     | 89,25     | 89,25         | 7.        | kiesett  | kiesett  | kiesett  | kiesett       | 13.      |
| Max Parrot        | Slopestyle  | 83,45     | 87,36     | 87,36         | 1.        | 45,13    | 49,48    | 86,00    | 86,00         |          |
| Max Parrot        | Big air     | 89,25     | 92,50     | 92,50         | 1.        | 85,00    | –        | 32,75    | 117,75        | 9.       |
| Sebastien Toutant | Slopestyle  | 78,01     | 45,06     | 78,01         | 3.        | 33,66    | 57,23    | 61,08    | 61,08         | 11.      |
| Sebastien Toutant | Big air     | 91,00     | 45,00     | 91,00         | 5.        | 84,75    | 89,50    | –        | 174,25        |          |
| Derek Livingston  | Halfpipe    | 71,25     | 32,75     | 71,25         | 17.       | kiesett  | kiesett  | kiesett  | kiesett       | 17.      |

Női
| Versenyző         | Versenyszám | Selejtező | Selejtező | Selejtező     | Selejtező | Döntő    | Döntő    | Döntő      | Döntő         | Döntő    |
| Versenyző         | Versenyszám | 1. futam  | 2. futam  | Jobb eredmény | Hely.     | 1. futam | 2. futam | 3. futam   | Jobb eredmény | Helyezés |
| ----------------- | ----------- | --------- | --------- | ------------- | --------- | -------- | -------- | ---------- | ------------- | -------- |
| Laurie Blouin     | Slopestyle  | törölve   | törölve   | törölve       | törölve   | 49,16    | 76,33    | törölve    | 76,33         |          |
| Laurie Blouin     | Big air     | 90,25     | 92,25     | 92,25         | 4.        | –        | 39,25    | nem indult | 39,25         | 12.      |
| Spencer O’Brien   | Slopestyle  | törölve   | törölve   | törölve       | törölve   | 26,43    | 36,45    | törölve    | 36,45         | 22.      |
| Spencer O’Brien   | Big air     | 69,50     | 76,75     | 76,75         | 11.       | 51,25    | –        | 62,00      | 113,25        | 9.       |
| Brooke Voigt      | Slopestyle  | törölve   | törölve   | törölve       | törölve   | 24,36    | 36,61    | törölve    | 36,61         | 21.      |
| Brooke Voigt      | Big air     | 67,75     | 32,00     | 67,75         | 17.       | kiesett  | kiesett  | kiesett    | kiesett       | 17.      |
| Elizabeth Hosking | Halfpipe    | 25,25     | 36,75     | 36,75         | 19.       | kiesett  | kiesett  | kiesett    | kiesett       | 19.      |
| Calynn Irwin      | Halfpipe    | 23,25     | 16,25     | 23,25         | 23.       | kiesett  | kiesett  | kiesett    | kiesett       | 23.      |
| Mercedes Nicoll   | Halfpipe    | 50,00     | 48,00     | 50,00         | 18.       | kiesett  | kiesett  | kiesett    | kiesett       | 18.      |

Parallel giant slalom
| Versenyző          | Versenyszám | Selejtező | Selejtező | Nyolcaddöntő      | Negyeddöntő       | Elődöntő          | Döntő             | Helyezés |
| Versenyző          | Versenyszám | Idő       | Hely.     | Ellenfél Eredmény | Ellenfél Eredmény | Ellenfél Eredmény | Ellenfél Eredmény | Helyezés |
| ------------------ | ----------- | --------- | --------- | ----------------- | ----------------- | ----------------- | ----------------- | -------- |
| Jasey-Jay Anderson | Férfi       | 1:26,76   | 24.       | kiesett           | kiesett           | kiesett           | kiesett           | 24.      |
| Darren Gardner     | Férfi       | 1:26,94   | 28.       | kiesett           | kiesett           | kiesett           | kiesett           | 28.      |

Snowboard cross
| Versenyző       | Versenyszám | Selejtező  | Selejtező  | Selejtező  | Selejtező  | Selejtező     | Selejtező  | Nyolcaddöntő  | Negyeddöntő   | Elődöntő      | Döntő       | Helyezés |
| Versenyző       | Versenyszám | 1. futam   | 1. futam   | 2. futam   | 2. futam   | Jobb eredmény | Kiemelés   | Nyolcaddöntő  | Negyeddöntő   | Elődöntő      | Döntő       | Helyezés |
| Versenyző       | Versenyszám | Idő        | Hely.      | Idő        | Hely.      | Jobb eredmény | Kiemelés   | Helyezés      | Helyezés      | Helyezés      | Helyezés    | Helyezés |
| --------------- | ----------- | ---------- | ---------- | ---------- | ---------- | ------------- | ---------- | ------------- | ------------- | ------------- | ----------- | -------- |
| Baptiste Brochu | Férfi       | nem indult | nem indult | nem indult | nem indult | nem indult    | nem indult | kiesett       | kiesett       | kiesett       | kiesett     | –        |
| Éliot Grondin   | Férfi       | 1:28,89    | 39.        | 1:15,93    | 7.         | 1:15,93       | 34.        | nem ért célba | kiesett       | kiesett       | kiesett     | 36.      |
| Kevin Hill      | Férfi       | 1:14,24    | 8.         | kiemelt    | kiemelt    | 1:14,24       | 8.         | 2.            | 4.            | kiesett       | kiesett     | 14.      |
| Chris Robanske  | Férfi       | 1:14,35    | 11.        | kiemelt    | kiemelt    | 1:14,35       | 11.        | 2.            | 3.            | nem ért célba | nem indult  | 11.      |
| Zoe Bergermann  | Női         | 1:21,57    | =16.       | 1:18,65    | 1.         | 1:18,65       | 13.        |               | nem ért célba | kiesett       | kiesett     | 23.      |
| Carle Brenneman | Női         | 1:21,57    | =16.       | 1:20,89    | 6.         | 1:20,89       | 18.        |               | 4.            | kiesett       | kiesett     | 14.      |
| Tess Critchlow  | Női         | 1:21,39    | 15         | 1:21,83    | 8          | 1:21,39       | 20         |               | 2.            | 4.            | Kisdöntő 3. | 9.       |
| Meryeta O’Dine  | Női         | nem indult | nem indult | nem indult | nem indult | nem indult    | nem indult | kiesett       | kiesett       | kiesett       | kiesett     | –        |

## Szánkó
| Versenyző                   | Versenyszám | 1. futam | 1. futam | 2. futam | 2. futam | 3. futam | 3. futam | 4. futam | 4. futam | Összesítés | Összesítés |
| Versenyző                   | Versenyszám | Idő      | Hely.    | Idő      | Hely.    | Idő      | Hely.    | Idő      | Hely.    | Idő        | Helyezés   |
| --------------------------- | ----------- | -------- | -------- | -------- | -------- | -------- | -------- | -------- | -------- | ---------- | ---------- |
| Samuel Edney                | Férfi egyes | 47,862   | 9.       | 47,755   | 4.       | 47,759   | 10.      | 47,645   | 6.       | 3:11,021   | 6.         |
| Mitchel Malyk               | Férfi egyes | 48,075   | 17.      | 48,050   | 18.      | 47,952   | 16.      | 47,869   | 12.      | 3:11,946   | 16.        |
| Reid Watts                  | Férfi egyes | 47,960   | 12.      | 47,895   | 10.      | 47,787   | 11.      | 47,848   | 11.      | 3:11,490   | 12.        |
| Tristan Walker Justin Snith | Kettes      | 46,134   | 4.       | 46,235   | 6.       |          |          |          |          | 1:32,369   | 5.         |
| Brooke Apshkrum             | Női egyes   | 46,834   | 16.      | 46,839   | 13.      | 46,905   | 14.      | 46,983   | 15.      | 3:07,561   | 13.        |
| Alex Gough                  | Női egyes   | 46,317   | 2.       | 46,328   | 4.       | 46,425   | 3.       | 46,574   | 3.       | 3:05,644   |            |
| Kimberley McRae             | Női egyes   | 46,339   | 4.       | 46,449   | 8.       | 46,480   | 4.       | 46,610   | 4.       | 3:05,878   | 5.         |

| Versenyző                                           | Versenyszám  | 1. futam | 1. futam | 2. futam | 2. futam | 3. futam | 3. futam | Összesítés | Összesítés |
| Versenyző                                           | Versenyszám  | Idő      | Hely.    | Idő      | Hely.    | Idő      | Hely.    | Idő        | Helyezés   |
| --------------------------------------------------- | ------------ | -------- | -------- | -------- | -------- | -------- | -------- | ---------- | ---------- |
| Samuel Edney Alex Gough Justin Snith Tristan Walker | Vegyes váltó | 47,099   | 4.       | 48,820   | 4.       | 48,953   | 2.       | 2:24,872   |            |

## Szkeleton
| Versenyző         | Versenyszám | 1. futam | 1. futam | 2. futam | 2. futam | 3. futam | 3. futam | 4. futam | 4. futam | Összesítés | Összesítés |
| Versenyző         | Versenyszám | Idő      | Hely.    | Idő      | Hely.    | Idő      | Hely.    | Idő      | Hely.    | Idő        | Helyezés   |
| ----------------- | ----------- | -------- | -------- | -------- | -------- | -------- | -------- | -------- | -------- | ---------- | ---------- |
| Kevin Boyer       | Férfi       | 51,46    | 18.      | 51,24    | 16.      | 51,14    | 14.      | 51,56    | 17.      | 3:25,40    | 17.        |
| Dave Greszczyszyn | Férfi       | 51,73    | 23.      | 51,31    | 18.      | 51,57    | 21.      | kiesett  | kiesett  | 2:34,61    | 21.        |
| Barrett Martineau | Férfi       | 51,94    | 26.      | 51,76    | 24.      | 51,70    | 23.      | kiesett  | kiesett  | 2:35,40    | 24.        |
| Jane Channell     | Női         | 52,42    | 11.      | 52,28    | 8.       | 52,28    | 10.      | 52,09    | 8.       | 3:29,07    | 10.        |
| Mirela Rahneva    | Női         | 52,48    | 14.      | 52,33    | 11.      | 52,06    | 8.       | 52,65    | 15.      | 3:29,52    | 12.        |
| Elisabeth Vathje  | Női         | 52,45    | 12.      | 52,01    | 1.       | 52,37    | 14.      | 51,82    | 2.       | 3:28,65    | 9.         |